# Mùa bão Đông Bắc Thái Bình Dương 2018
Mùa bão Đông Bắc Thái Bình Dương 2018 là một sự kiện mà theo đó, các cơn bão được hình thành ở Thái Bình Dương,phía Bắc xích đạo, phía Đông đường đổi ngày quốc tế trong năm 2018-khu vực được theo dõi chính thức của hai trung tâm gồm Trung tâm Bão Quốc gia Hoa Kỳ (NHC) và Trung tâm Bão Giữa Thái Bình Dương (CPHC) thuộc NOAA. Mùa bão hàng năm ở lưu vực phía Đông chính thức bắt đầu vào ngày 15 tháng 5, nhưng áp thấp nhiệt đới đầu tiên của mùa bão hình thành vào ngày 10 tháng 5 có số hiệu là One-E(01E). Bão nhiệt đới, bão cuồng phong(hurricane) và cũng là bão cuồng phong lớn đầu tiên của mùa bão là bão Aletta. Còn ở Trung Tâm Thái Bình Dương thì mùa bão chính thức bắt đầu vào ngày 1 tháng 6,nhưng phải đến ngày 6 tháng 8 mới có 1 xoáy thuận nhiệt đới hoạt động tại đây là bão Hector và từ phía Đông di chuyển.
Các xoáy thuận nhiệt đới hình thành trên toàn vùng sẽ được NHC theo dõi và thêm hậu tố E (nếu nó hình thành trong khu vực từ phía Đông kinh tuyến 140 độ Tây của Thái Bình Dương-lưu vực Phía Đông của Bắc Thái Bình Dương) hoặc được CPHC thêm hậu tố C (nếu hình thành trong khu vực nằm giữa kinh tuyến 140 độ Tây và 180 độ - lưu vực giữa Bắc Thái Bình Dương) đằng sau số thứ tự theo thời gian chúng xuất hiện trong năm của mỗi lưu vực. Còn nếu nhiễu động/xoáy thuận mạnh lên thành bão nhiệt đới/cận nhiệt đới (thông thường từ 1 áp thấp nhiệt đới), thì nó sẽ được đặt tên theo một danh sách tên bão nhất định đã được lập ra từ trước (xem chi tiết danh sách tên bão ở dưới).
Mùa bão 2018 hoạt động khá mạnh;trên trung bình hàng năm;lí do là vì trong năm 2018 đang diễn ra quá trình chuyển đổi từ La Nina sang El Nino

## Lịch sử mùa bão trước
Hằng năm từ năm 1981 đến 2010, vùng Đông Bắc Thái Bình Dương trung bình xuất hiện khoảng 15-16 cơn bão, 7-8 bão cuồng phong và có 3 cơn trở thành bão lớn. Những năm mùa bão hoạt động mạnh thường là những năm xuất hiện El Nino.
|                        | Bão                    | Bão cuồng phong                       | Bão cuồng phong lớn          | Tham khảo |
| ---------------------- | ---------------------- | ------------------------------------- | ---------------------------- | --------- |
| Cao kỉ lục             | 27 (mùa bão 1992)      | 16 (mùa bão 1990, 1992, 2014 và 2015) | 11 (mùa bão 2015)            | [ 1 ]     |
| Thấp kỉ lục            | 8 (mùa bão 1977, 2010) | 3 (mùa bão 2010)                      | 0 (mùa bão 1970, 1977, 2003) | [ 1 ]     |
| Trung bình (1981-2010) | 15,4                   | 7,6                                   | 3,2                          | [ 2 ]     |
| Mùa bão 2018           | 20                     | 10                                    | 6                            |           |

## Dự báo mùa bão
Vào ngày 24 tháng 5, NOAA đã công bố dự báo hàng năm của mình, dự báo 80% cơ hội khả năng gần mức trung bình hàng năm trên hai lưu vực Đông và Trung Tâm Thái Bình Dương, với 14-20 cơn bão, 7-12 bão cuồng phong và 3-7 bão lớn. Ngày 25 tháng 5, SMN đã ban hành dự báo đầu tên cho mùa bão,với dự báo có khoảng 18 cơn bão được đặt tên để phát triển, 6 bão cuồng phong và 4 bão lớn.

## Tóm tắt mùa bão
Mùa bão ở lưu vực phía Đông bắt đầu năm ngày trước khi bắt đầu chính thức vào ngày 15 tháng 5, với hệ thống đầu tiên, áp thấp nhiệt đới 01E, hình thành vào ngày 10 tháng 5.01E tiêu tan hai ngày sau đó mà không tăng cường thêm. Đây là lần thứ ba liên tiếp một mùa bắt đầu với một cơn bão nhiệt đới ngoài mùa. Cơn bão đầu tiên được đặt tên là bão Aletta, được hình thành vào ngày 6 tháng 6 và cuối cùng trở thành cơn bão lớn đầu tiên của mùa giải. Bão Bud hình thành một vài ngày sau đó trở thành cơn bão lớn thứ hai của mùa. Nửa cuối tháng Sáu tiếp tục xu hướng tích cực, với cơn bão nhiệt đới Carlotta hình thành vào ngày 14 tháng 6, và Daniel hình thành mười ngày sau đó và tiêu tan chỉ sau 2 ngày.Chỉ hôm sau khi Daniel tan, thì Emilia đã hình thành và tồn tại gấp đôi Daniel.Đến ngày 30 tháng 6 thì 07E hình thành là mạnh lên thành bão nhiệt đới Fabio vào đầu ngày hôm sau.
Tại miền Trung Thái Bình Dương, mùa bão Thái Bình Dương chính thức bắt đầu vào ngày 1 tháng 6. Mùa của toàn bộ khu vực vực Đông Bắc Thái Bình Dương sẽ chính thức kết thúc vào ngày 30 tháng 11.

### Lưu vực phía Đông (theo dõi bởi NHC)
Các hệ thống xoáy thuận ở lưu vực phía Đông sẽ được tóm tắt ở dưới đây. Các hệ thống xoáy thuận bắt đầu hoạt động trước sẽ được xếp trên:
| Xoáy thuận                                     | Sức gió mạnh nhất (1 phút-mph) | Khí áp trung tâm thấp nhất (hPa) | Cấp bão cao nhất (Hoa Kỳ) | Ngày hoạt động lần đầu | Ngày hoạt động lần cuối | Số người thiệt mạng | Thiệt hại kinh tế | Nơi đổ bộ                          | Vùng ảnh hưởng                                                        |
| ---------------------------------------------- | ------------------------------ | -------------------------------- | ------------------------- | ---------------------- | ----------------------- | ------------------- | ----------------- | ---------------------------------- | --------------------------------------------------------------------- |
| 01E                                            | 35                             | 1006                             | Áp thấp nhiệt đới         | 10 tháng 5 (3)         | 12 tháng 5 (2)          | 0                   | 0                 | Không có                           | Không có                                                              |
| Aletta-02E                                     | 140                            | 943                              | Bão lớn cấp 4             | 6 tháng 6 (3)          | 11 tháng 6 (2)          | 0                   | 0                 | Không có                           | Không có                                                              |
| Bud-03E                                        | 130                            | 948                              | Bão lớn cấp 4             | 9 tháng 6 (3)          | 15 tháng 6 (2)          | 0                   | Không rõ thống kê | Cabo San Lucas (ở phía Tây Mexico) | Tây México,'Baja California Sur,Quần đảo Revillagigedo,Tây Nam Hoa Kỳ |
| Carlotta-04E                                   | 65                             | 997                              | Bão nhiệt đới             | 14 tháng 6 (3)         | 19 tháng 6 (2)          | 0                   | Không rõ thống kê | Không có                           | Tây Nam Mexico                                                        |
| Daniel-05E                                     | 45                             | 1003                             | Bão nhiệt đới             | 24 tháng 6 (3)         | 26 tháng 6 (2)          | 0                   | 0                 | Không có                           | Không có                                                              |
| Emilia-06E                                     | 60                             | 997                              | Bão nhiệt đới             | 27 tháng 6 (3)         | 2 tháng 7 (2)           | 0                   | 0                 | Không có                           | Không có                                                              |
| Pabio-07E                                      | 110                            | 964                              | Bão cấp 2                 | 30 tháng 6 (3)         | 6 tháng 7 (2)           | 0                   | 0                 | không có                           | Không có                                                              |
| Gilma-08E                                      | 40                             | 1006                             | Bão nhiệt đới             | 26 tháng 7 (3)         | 29 tháng 7              | 0                   | 0                 | Không có                           | Không có                                                              |
| 09E                                            | 35                             | 1008                             | Áp thấp nhiệt đới         | 26 tháng 7 (3)         | 27 tháng 7 (2)          | 0                   | 0                 | Không có                           | Không có                                                              |
| Hector-10E                                     | 140                            | 947                              | Bão lớn cấp 4             | 31 tháng 7 (3)         | 6 tháng 8(1)            | 0                   | 0                 | Không có                           | Không có                                                              |
| IIeana-11E                                     | 65                             | 998                              | Bão nhiệt đới             | 4 tháng 8 (3)          | 7 tháng 8 (2)           | 4                   | Không rõ thống kê | Không có                           | Tây Mexico,Baja California Sur.                                       |
| John-12E                                       | 105                            | 969                              | Bão cấp 2                 | 5 tháng 8 (3)          | 10 tháng 8 (2)          | 0                   | 0                 | Không có                           | Tây Mexico,Baja California Sur,Nam California.                        |
| Kristy-13E                                     | 70                             | 991                              | Bão nhiệt đới             | 7 tháng 8 (3)          | 11 tháng 8 (2)          | 0                   | 0                 | Không có                           | Không có                                                              |
| Lane-14E                                       | 140                            | 948                              | Bão lớn cấp 4             | 15 tháng 8 (3)         | 18 tháng 8 (1)          | 0                   | >200 triệu        | Không có                           | Không có                                                              |
| Miriam-15E                                     | 75                             | 988                              | Bão cấp 1                 | 26 tháng 8 (3)         | 29 tháng 8 (1)          | 0                   | 0                 | Không có                           | Không có                                                              |
| Norman-16E                                     | 150                            | 937                              | Bão lớn cấp 4             | 28 tháng 8 (3)         |                         |                     |                   |                                    |                                                                       |
| Olivia-17E                                     | 130                            | 948                              | Bão nhiệt đới             | 1 tháng 9 (3)          | tháng 9 (               | 0                   | Không rõ thống kê | Hawaii                             | Hawaai                                                                |
| Paul-18E                                       | 45                             | 1002                             | Bão nhiệt đới             | 8 tháng 9 (3)          | 12 tháng 9 (2)          | 0                   | 0                 | Không có                           | Không có                                                              |
| 19E                                            | 35                             | 1002                             | Áp thấp nhiệt đới         | 19 tháng 9 (3)         | 20 tháng 9 (3)          | 0                   | Tối thiểu         | Tây Nam Hoa Kỳ                     | Baja California;Tây Nam Hoa Kỳ                                        |
| Rosa-20E                                       | 145                            | 940                              | Bão lớn cấp 4             |                        |                         |                     |                   |                                    |                                                                       |
| Tổng hợp mùa bão                               |                                |                                  |                           |                        |                         |                     |                   |                                    |                                                                       |
| 16 xoáy thuận nhiệt đới (Bão Norman mạnh nhất) | 150                            | 937                              | ---                       | 10 tháng 5             | Đang hoạt động          | 4                   | Không rõ thống kê | ---                                | ---                                                                   |

(
Tổng hợp: 16 xoáy thuận nhiệt đới hoạt động tại lưu vực phía Đông trong mùa bão 2018 ở lưu vực phía Đông, trong đó:
| Cấp bão ở Hoa Kỳ            | Tiêu chuẩn sức gió (1 phút-mph) | Số xoáy thuận đạt được | Chú thích |
| --------------------------- | ------------------------------- | ---------------------- | --------- |
| Áp thấp nhiệt đới           |                                 | 20                     |           |
| Bão nhiệt đới/cận nhiệt đới | 39-73                           | 17                     |           |
| Bão cấp 1                   | 74-95                           | 10                     |           |
| Bão cấp 2                   | 96-110                          | 10                     |           |
| Bão lớn cấp 3               | 111-130                         | 7                      |           |
| Bão lớn cấp 4               | 131-155                         | 7                      |           |
| Bão lớn cấp 5               | >155                            | 0                      | *         |

### Lưu vực Trung Tâm (theo dõi bởi CPHC)
Các hệ thống xoáy thuận ở lưu vực Trung Tâm sẽ được tóm lược ở dưới đây:
| Xoáy thuận | Sức gió mạnh nhất (1 phút) | Khí áp trung tâm thấp nhất | Cấp bão cao nhất | Ngày hoạt động lần đầu | Ngày hoạt động lần cuối | Số người chết | Thiệt hại kinh tế | Nơi đổ bộ | Vùng ảnh hưởng       |
| ---------- | -------------------------- | -------------------------- | ---------------- | ---------------------- | ----------------------- | ------------- | ----------------- | --------- | -------------------- |
| Hector     | 155                        | 936                        | Bão lớn cấp 4    | 6 tháng 8 (4)          | 13 tháng 8 (1)          | 0             | 0                 | Không có  | Hawaii,Đảo Johnston. |
| Lane       | 155                        | 929                        | Bão lớn cấp 5    | 19 tháng 8 (4)         | 29 tháng 8 (2)          | 0             | Không rõ          | Không có  | Hawaii.              |
| Miriam     | 100                        | 974                        | Bão cấp 2        | 30 tháng 8 8 (4)       | 2 tháng 9 (2)           | 0             | 0                 | Không có  | Không có             |
| Olivia     |                            |                            |                  |                        |                         |               |                   | Hawaii.   | Hawaii               |
| ud         |                            |                            |                  |                        |                         |               |                   |           |                      |
| ud         |                            |                            |                  |                        |                         |               |                   |           |                      |

Tổng hợp:1 XTND hoạt động tại đây.

#### Chú giải
(1)Bão di chuyển ra khỏi lưu vực
(2) Bão tan ngay trên lưu vực
(3)Bão hình thành ngay trên lưu vực
(4)Bão di chuyển từ lưu vực/khu vực khác

### Tổng hợp  hai lưu vực:
Đã hình thành 16 xoáy thuận nhiệt đới trên toàn vùng, trong đó:
| Cấp bão ở Hoa Kỳ            | Tiêu chuẩn sức gió (1 phút-mph) | Số xoáy thuận đạt được | Chú thích |
| --------------------------- | ------------------------------- | ---------------------- | --------- |
| Áp thấp nhiệt đới           |                                 | 20                     |           |
| Bão nhiệt đới/cận nhiệt đới | 39-73                           | 17                     |           |
| Bão cấp 1                   | 74-95                           | 10                     |           |
| Bão cấp 2                   | 96-110                          | 10                     |           |
| Bão lớn cấp 3               | 111-130                         | 7                      |           |
| Bão lớn cấp 4               | 131-155                         | 7                      |           |
| Bão lớn cấp 5               | >155                            | 1                      |           |

## Danh sách tên bão trong mùa bão 2018

### Lưu vực phía Đông[5]:
Danh sách tên sau đây đang được sử dụng cho các cơn bão được đặt tên ở lưu vực Đông Bắc Thái Bình Dương trong năm 2018. Các tên bị khai tử, nếu có, sẽ được Tổ chức Khí tượng Thế giới công bố vào mùa xuân năm 2019. Các tên không được rút khỏi danh sách này sẽ là được sử dụng một lần nữa trong mùa 2024. Đây là danh sách tương tự được sử dụng trong mùa 2012.
Sau đây là các tên bão được đề xuất trong mùa bão 2018 ở lưu vực phía Đông:
| Danh sách tên bão mùa bão Đông Bắc Thái Bình Dương 2018 lưu vực phía Đông | Danh sách tên bão mùa bão Đông Bắc Thái Bình Dương 2018 lưu vực phía Đông | Danh sách tên bão mùa bão Đông Bắc Thái Bình Dương 2018 lưu vực phía Đông |
| ------------------------------------------------------------------------- | ------------------------------------------------------------------------- | ------------------------------------------------------------------------- |
| Aletta(02E)                                                               | IIeana(11E)                                                               | Rosa                                                                      |
| Bud(03E)                                                                  | John(12E)                                                                 | Sergio                                                                    |
| Carlotta(04E)                                                             | Kristy(13E)                                                               | Tara                                                                      |
| Daniel(05E)                                                               | Lane (14E)                                                                | Vicente                                                                   |
| Emilia(06E)                                                               | Miriam (15E)                                                              | Willa                                                                     |
| Fabio(07E)                                                                | Norman (16E)                                                              | Xavier                                                                    |
| Gilima(08E)                                                               | Olivia                                                                    | Yolanda                                                                   |
| Hector(10E)                                                               | Paul                                                                      | Zeke                                                                      |

### Lưu vực Trung Tâm Thái Bình Dương[6]:
Đối với các cơn bão hình thành trong khu vực chịu trách nhiệm của Trung tâm bão Trung tâm bão Bắc Thái Bình Dương, bao gồm khu vực giữa 140 độ Tây và Ngày Quốc tế, tất cả các tên được sử dụng trong một loạt bốn danh sách luân phiên. Bốn  tên tiếp theo sẽ được dự kiến sử dụng vào năm 2018 được trình bày dưới đây.
- Walaka(01C)
- Akoni
- Ema
- Hone.

Chú ý: Những cái tên để đặt cho bão được in đậm và in nghiêng, có đánh kí hiệu đằng sau là tên bão đã được sử dụng.

## Các hệ thống xoáy thuận nhiệt đới
>>>Chú ý rằng thời gian ghi trên mục Thời gian hoạt động ở đây được tính theo giờ Quốc tế,quy đổi ra giờ Việt Nam thì được cộng thêm 7 tiếng.

### Áp thấp nhiệt đới 01E (One-E)
Đây là xoáy thuận nhiệt đới đầu tiên của mùa bão.
Vào đầu tháng Năm, một rãnh máng hoặc sóng nhiệt đới theo hướng tây được nhúng vào trong máng gió mùa tương tác với một sóng Kelvin liên kết kết hợp. Sự tương tác này dẫn đến một khu vực rộng lớn của vòi xoáy và hoạt động giông bão ở phía tây nam México, mà Trung tâm Bão Quốc gia bắt đầu theo dõi sự hình thành lốc xoáy nhiệt đới vào ngày 7 tháng 5. Sự xáo trộn được tổ chức trong 48 giờ tới nhưng thiếu một trung tâm được xác định rõ ràng cần thiết để phân loại . Vào cuối ngày 9 tháng 5, điều kiện môi trường trở nên kém thuận lợi cho phát triển. Mặc dù vậy, sự gia tăng đối lưu và hình thành một lưu thông được xác định rõ ràng đã dẫn đến việc chỉ định áp thấp nhiệt đới đầu tiên của mùa vào lúc 21:00 UTC vào ngày 10 tháng 5. Hệ thống không thể tăng cường sau khi hình thành và do sự suy yếu của gió tây khiến độ đứt gió quá mạnh, cuối cùng đã bị thoái hóa thành mức thấp còn lại vào lúc 03:00 UTC vào ngày 12 tháng 5.

### Bão Aletta
Vào ngày 31 tháng 5, NHC đã ghi nhận tiềm năng phát triển nhiệt đới ở phía nam México trong những ngày tiếp theo. Một khu vực rộng lớn của thời tiết bị xáo trộn được hình thành vào cuối ngày 2 tháng 6, đều đặn tổ chức thành áp thấp nhiệt đới thứ hai vào lúc 03:00 UTC vào ngày 6 tháng 6 như một dải xoắn ốc nổi bật được bao bọc trong trung tâm của nó. Sự gia tăng đối lưu sâu có nghĩa là sự phát triển của nó thành bão nhiệt đới Aletta sáu giờ sau đó. Cơn bão mới hình thành di chuyển theo hướng tây-tây bắc sau khi hình thành, chậm tăng cường khi sự xâm nhập không khí khô và cắt giảm ở phía nam vừa phải ảnh hưởng đến mô hình đám mây của nó. Tuy nhiên, bắt đầu từ ngày 7 tháng 6, trung tâm trở nên tốt hơn trong cuộc đối đầu sâu và Aletta bắt đầu một giai đoạn tăng cường bùng nổ mà thấy gió của nó tăng gấp đôi từ 70 mph (110 km/h) lên 140 mph (220 km/h) trong một khoảng thời gian 24 giờ. Gió mạnh cắt và nhiệt độ đại dương lạnh khiến cho sự suy yếu nhanh chóng ngay sau đó. Cuối ngày 11 tháng 6, Aletta thoái hóa ở mức thấp còn sót lại trên Thái Bình Dương .

### Bão Bud
- Bài chi tiết: Bão Bud (2018)

Vào ngày 5 tháng 6 NHC theo dõi một khu vực rộng lớn của thời tiết bị xáo trộn hình thành phía tây của Costa Rica vào ngày kết hợp với một làn sóng nhiệt đới di chuyển về phía tây. Tổ chức dần dần xảy ra khi sóng được theo dõi thường về phía tây qua phía đông Thái Bình Dương. Vào ngày 9 tháng 6, sự xáo trộn đã phát triển một lưu thông bề mặt được xác định rõ, dẫn đến sự phân loại của một áp thấp nhiệt đới lúc 21:00 UTC. Sáu giờ sau, căn bệnh trầm cảm được củng cố thành bão nhiệt đới với cái tên được gán cho là Bud. Một sườn núi ở giữa phía bắc của cơn bão đã hướng nó vào một hướng tây bắc trong vài ngày, trong khi điều kiện môi trường thuận lợi dẫn đến sự tăng cường nhanh chóng. Bud đạt cường độ bão vào lúc 21:00 UTC vào ngày 10 tháng 6, và tiếp tục tăng cường lên đến đỉnh điểm với cơn bão cấp 4 với vận tốc gió 130 mph (215 km/h) vào khoảng 06:00 UTC ngày 12 tháng 6. Những ảnh hưởng của nước lạnh dâng lên khiến một xu hướng suy yếu nhanh chóng ngay sau khi cao điểm, với Bud rơi xuống một cơn bão nhiệt đới trước 12:00 UTC vào ngày 13 tháng 6. Nó đã hạ cánh gần Cabo San Lucas với gió 45 dặm / giờ (75 km/h) ngay sau 00:00 giờ UTC ngày 15 tháng 6 trước khi tiến vào Vịnh California, nơi nó cuối cùng bị thoái hóa xuống mức thấp còn lại khoảng 21:00 UTC ngày hôm đó.

### Bão Carlotta
- Bài chi tiết: Bão Carlotta (2018)

Một khu vực rộng lớn của áp lực thấp được hình thành phía nam Mexico vào ngày 12 tháng 6 cùng với bão Bud đang tồn tại ở phía bắc và dần suy tàn, tổ chức thành áp thấp nhiệt đới thứ tư của mùa vào 21:00 UTC ngày 14 tháng 6. Hệ thống tiếp tục mạnh thêm và tổ chức cơn bão nhiệt đới yếu khoảng 18:00 UTC vào ngày 15 tháng 6,NHC đặt tên nó là Carlotta. Dự báo ban đầu cho thấy cơn bão chỉ tăng cường nhẹ trước khi di chuyển lên bờ biển Mexico.Tuy nhiên, thay vào đó, Carlotta dừng lại ở ngoài khơi và tăng cường để đạt được đỉnh gió tối đa 65 dặm / giờ khi thiết lập lõi và mắt bên trong. Sự tương tác giữa mắt kính và đất của hệ thống đã thúc đẩy xu hướng suy yếu nhanh chóng, và Carlotta suy yếu thành áp thấp nhiệt đới vào lúc 18:00 UTC vào ngày 17 tháng 6.Sau đó hệ thống dần thoái hóa xuống mức thấp còn lại khoảng 03:00 UTC vào ngày 19 tháng 6.

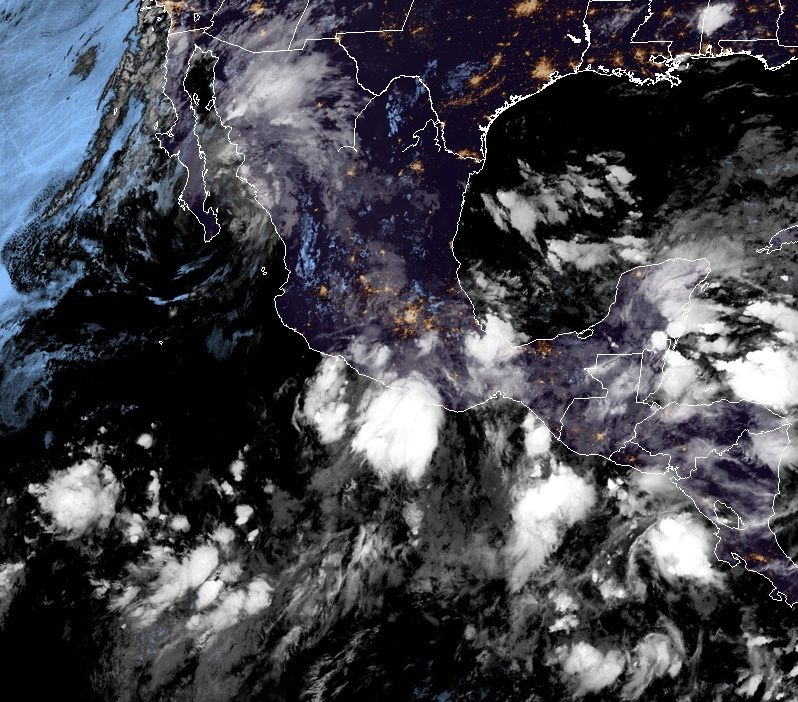
Bão nhiệt đới Bud đang suy yếu ở phía Bắc và áp thấp nhiệt đới 04E ở phía Nam dần mạnh lên.

Cơn bão này gây tác động nhỏ ở Tây Nam México.

### Bão Daniel
Cuối ngày 21 tháng 6, NHC bắt đầu theo dõi một máng bề mặt và liên quan đến sự đối lưu vô tổ chức của nó vài trăm dặm về phía tây nam của Baja California. Các điều kiện môi trường được kỳ vọng sẽ có lợi cho sự phát triển khi nó di chuyển về phía tây bắc . Sự đối đầu bắt đầu có dấu hiệu tổ chức sớm vào ngày 23 tháng 6, và quá trình này dẫn đến sự hình thành một áp thấp nhiệt đới vào lúc 03:00 UTC vào sáng hôm sau, khi các dải xoắn ốc được bao bọc trong trung tâm được xác định rõ của cơn bã o. Vào lúc 15:00 giờ UTC ngày 24 tháng 6, sự suy thoái đã được nâng cấp thành một cơn bão nhiệt đới và được gán cho cái tên Daniel. Vào lúc 18:00 UTC ngày 24 tháng Sáu, cơn bão nhiệt đới Daniel đạt tới cường độ cực đại với những cơn gió kéo dài 45 dặm / giờ. Lúc 15:00 UTC ngày 25 tháng 6, Daniel bắt đầu yếu đi khi nó di chuyển trên biển lạnh hơn 25 °C (77 °F). Nó suy yếu đến áp thấp nhiệt đới vào lúc 18:00 UTC ngày hôm đó. Lúc 15:00 UTC vào ngày 26 tháng 6, Daniel thoái hóa ở mức thấp còn lại.

### Bão Emilia
Vào ngày 23 tháng 6, NHC đã chú ý đến tiềm năng phát sinh nhiệt đới từ một con sóng nhiệt đới băng qua Costa Rica. Điều kiện môi trường dự kiến sẽ có lợi cho sự phát triển khi nó di chuyển về phía tây. Hệ thống này sau đó đều đặn tổ chức trên vùng biển ấm áp và hình thành vào áp thấp nhiệt đới lúc 21:00 UTC ngày 27 tháng 6, khoảng 480 dặm (770 km) về phía tây nam Manzanillo, Mexico. Nó dần dần được tăng cường vào cơn bão nhiệt đới với tên Emilia lúc 09:00 UTC vào ngày 28 tháng 6. Đến 15:00 UTC vào ngày 29 tháng 6, Emilia đạt đến cường độ cực đại, với gió 60 dặm / giờ (95 km/h) cùng với áp suất trung tâm thấp nhất là 997mb; và duy trì được cường độ đó trong 6 tiếng,sau đó nó chịu sự cắt gió mạnh. Sự cắt giảm đã gây ảnh hưởng lên Emilia, và vào lúc 15:00 UTC ngày hôm sau, nó bị suy yếu thành một áp thấp nhiệt đới.Hệ thống thoái hóa thành mức thấp còn lại vào 3h UTC ngày 2 tháng 7.

### Bão Fabio
NHC lần đầu tiên ghi nhận tiềm năng về sinh nhiệt đới từ một con sóng nhiệt đới băng qua Honduras và Nicaragua lúc 18:00 UTC vào ngày 24 tháng 6. Sự phát triển tiếp theo được mong đợi của hệ thống khi nó di chuyển về phía tây. Nó đều đặn tổ chức trên vùng biển ấm áp và chuyển thành áp thấp nhiệt đới 07E lúc 21:00 UTC June 30, 490 dặm (790 km) về phía tây nam của Acapulco, Mexico. Hệ thống này dần dần được củng cố thành cơn bão nhiệt đới Fabio lúc 09:00 UTC vào ngày 1 tháng 7. Với nhiệt độ mực nước biển khoảng 30 °C (86 °F) và hầu như không có gió cắt, Fabio bắt đầu tăng cường, nhanh chóng tăng cường vào một cơn bão vào lúc 15:00 UTC vào ngày 2. Ban đầu, các nhà dự báo tại NHC dự đoán rằng Fabio sẽ tăng cường hơn nữa và trở thành một cơn bão lớn, mặc dù nó không thành công và đạt đỉnh gió tối đa 110 dặm một giờ (175 km/h), chỉ là tình trạng bão mạnh. Sau đó, Fabio bắt đầu suy yếu nhanh chóng khi nó di chuyển trên vùng nước lạnh hơn. Lúc 15:00 UTC vào ngày 6, Fabio biến thành một thấp còn sót lại trong khi nằm 1.285 dặm (2.065 km) ngoài khơi bờ biển của bán đảo Baja.

### Bão Gilma
Vào ngày 18 tháng 7, NHC dự báo sự phát triển của một khu vực có áp lực thấp ở phía đông Thái Bình Dương trong vài ngày tới. Theo dự báo, khu vực yếu của áp suất thấp phát triển vài trăm dặm về phía nam-đông nam của Vịnh Tehuantepec vào ngày 22. Ít phát triển xảy ra trong vài ngày tới là thấp di chuyển theo hướng tây bắc qua Thái Bình Dương. Tuy nhiên, hoạt động của vòi sen và giông bão kết hợp với mức thấp bắt đầu nhanh chóng được tổ chức vào ngày 26 tháng 7, dẫn đến việc phân loại áp thấp nhiệt đới lúc 21:00 UTC vào ngày 26 tháng 7. Vào lúc 09:00 UTC ngày hôm sau, nó đã trở thành cơn bão nhiệt đới Gilma. Tuy nhiên, gió mùa đông bắc cắt sớm tiếp xúc với trung tâm lưu thông, khiến Gilma suy yếu đến một áp thấp nhiệt đới chỉ mười hai giờ sau đó.

### Áp thấp nhiệt đới 09E (Nine-E)
NHC bắt đầu theo dõi một khu vực không có tổ chức áp suất thấp ở vùng nhiệt đới sâu Thái Bình Dương vào ngày 24 tháng 7 để phát triển cơn bão nhiệt đới. Tổ chức dần dần sau đó là thấp di chuyển về phía tây, và đến ngày 26 tháng 7 nó đã tổ chức đủ để được phân loại như là một áp thấp nhiệt đới. Tuy nhiên, nó không thể tổ chức và trung tâm nhanh chóng trở nên khó xác định trên hình ảnh vệ tinh. Sau khi kéo dài chưa đầy  một ngày như một áp thấp nhiệt đới, sự trầm cảm đã mở ra một máng khi nó trở nên được nhúng vào trong Vùng hội tụ giữ chí tuyến Intertropical vào ngày 27 tháng 7.

### Bão Hector
- Bài chi tiết: Bão Hector (2018)

Cuối vào ngày 26, NHC ghi nhận sự phát triển của một khu vực áp suất thấp được dự báo sẽ tạo thành một vài trăm dặm về phía tây-tây nam Mexico. Một khu vực rộng lớn của áp thấp hình thành vài trăm dặm về phía nam-đông nam của Acapulco, Mexico, lúc 12:00 UTC vào ngày 28. Hệ thống dần dần phát triển thành áp thấp nhiệt đới lúc 21:00 UTC vào ngày 31 tháng 7. Trầm cảm nhanh chóng tổ chức, phát triển một trung tâm xác định hơn và dải xoắn ốc, và lúc 03:00 UTC ngày 01 tháng 8, nó tăng cường vào cơn bão nhiệt đới Hector. Hector tăng cường hơn nữa và trở thành một cơn bão cuồng phong lúc 14:00 UTC vào ngày 2 tháng 8. Sau đó, cơn bão nhỏ nhanh chóng tăng cường, trở thành cơn bão cấp 2 chỉ sau sáu giờ. Tuy nhiên, mắt đã trở nên mù mờ và không rõ ràng sau đó, trong khi cơn bão trải qua một chu kỳ thay thế kính mắt, và sự tăng cường của Hector dừng lại trong thời gian ngắn, khi cơn gió đông bắc và không khí khô xâm nhập vào hệ thống, làm suy yếu hệ thống trở lại cơn bão cấp 1. Tuy nhiên, cơn bão nhanh chóng tăng cường một lần nữa, và tăng cường trở lại vào một cơn bão cấp 2, và sau đó đến một cơn bão cấp 3, làm cho nó trở thành cơn bão lớn thứ ba của mùa giải. Một đối lưu đối kháng mạnh mẽ đã nhanh chóng bị cuốn vào tình trạng u ám dày đặc ở trung tâm của Hector (CDO), tăng cường nó thành một cơn bão lớn loại 4. Sáng hôm sau, một CDO thu hẹp làm suy yếu Hector trở lại thành cơn bão cấp 3. Trong những giờ sau, Hector trải qua một chu kỳ thay thế kính mắt khác và nó suy yếu sau đó trong một khoảng thời gian. Tuy nhiên, sau khi hoàn thành chu kỳ thay thế kính mắt, Hector nhanh chóng tăng cường trở lại cơn bão cấp 4 cao cấp vào ngày 6 tháng 8. Vào lúc 09:00 UTC ngày 8 tháng 8, Hector đã suy yếu xuống cơn bão cấp 3. Lúc 21:00 UTC, các CPHC báo cáo rằng Hector đã đi qua khoảng 200 dặm (320 km) về phía nam của Big Island với sức gió 115 mph. Đồng thời, Hector bắt đầu một chu kỳ thay thế kính mắt thứ ba. Đến 09:00 UTC vào ngày 9 tháng 8, Hector hoàn thành chu trình thay thế kính mắt.
Đến 15:00 UTC cùng ngày, Hector bắt đầu tăng cường một lần nữa, khi nó di chuyển về phía tây. Lúc 21:00 UTC ngày 10 tháng 8, Hector đạt cường độ đỉnh thứ cấp với gió 140 dặm / giờ (220 km/h) khi nó bắt đầu chuyển hướng tây-tây bắc. Vào ngày 11 tháng 8, Hector bắt đầu một xu hướng suy yếu khác khi việc cắt gió ngày càng tăng đã bắt đầu gây thiệt hại cho hệ thống. Vào lúc này, cơn bão đã lập kỷ lục về thời gian dài nhất liên tiếp là một cơn bão lớn ở vùng đông bắc Thái Bình Dương. Vào cuối ngày 11 tháng 8, Hector đã suy yếu dưới sức mạnh bão lớn do sự biến động gió ngày càng tăng, một trạng thái nó đã giữ gần tám ngày. Hector đã suy yếu về trạng thái loại 1 vào ngày 12 tháng 8. Vào ngày 13 tháng 8 lúc 15:00 giờ UTC, Hector đã vượt qua Đường đổi ngày quốc tế là một cơn bão nhiệt đới.

### Bão IIeana
- Một làn sóng nhiệt đới đi vào phía đông Thái Bình Dương vào ngày 3 tháng 8, nơi NHC bắt đầu theo dõi hệ thống phát triển nhiệt đới[43]. Mặc dù hệ thống ban đầu không được tổ chức, nó nhanh chóng được tổ chức trong hai ngày tới, và vào ngày 4 tháng 8 nó đã phát triển thành một áp thấp nhiệt đới trong khi nằm ở phía nam Vịnh Tehuantepec. Cuộc khủng hoảng tiếp tục tổ chức đêm đó đến ngày hôm sau, và vào lúc 21:00 UTC ngày 5 tháng 8, hệ thống này được tăng cường thành Bão nhiệt đới Ileana. Sau khi tăng cường đến đỉnh cao của gió 65 dặm / giờ (100 km/h), Ileana yếu đi khi nó bắt đầu cảm thấy ảnh hưởng của cơn bão lớn hơn nhiều John. Vào ngày 7 tháng 8, sự lưu thông nhỏ của Ileana tan biến, vì nó đã được John hấp thu.[44]
- Mưa lớn ở Guerrero khiến 3 người thiệt mạng, trong khi dòng chảy ngược lại khiến thêm một trường hợp tử vong dọc theo bờ biển Acapulco.[45]

### Bão John
Vào ngày 29 tháng 7, NHC bắt đầu dự báo sự phát triển của một khu vực áp suất thấp đã được dự kiến sẽ tạo ra vài trăm dặm ngoài khơi bờ biển Mexico. Một khu vực rộng lớn của áp thấp hình thành vài trăm dặm về phía nam của Vịnh Tehuantepec vào ngày 2 tháng 8. Tổ chức dần dần xảy ra khi thấp di chuyển từ tây sang tây bắc, và lúc 21:00 UTC ngày 5 tháng 8, mức thấp đã tổ chức đủ để được phân loại là áp thấp nhiệt đới thứ mười hai của mùa. Áp thấp nhiệt đới nhanh chóng tăng cường vào cơn bão nhiệt đới John sáu giờ sau đó. Trong bối cảnh điều kiện môi trường rất thuận lợi, John nhanh chóng tăng cường, và trước 21:00 UTC vào ngày 6 tháng 8, John đã trở thành cơn bão thứ năm của mùa giải, và sớm bắt đầu tương tác với Bão nhiệt đới Ileana ở phía đông. Vào ngày 7 tháng 8, cơn bão John hấp thụ cơn bão nhiệt đới nhỏ hơn Ileana, trong khi tiếp tục tăng cường. Vào lúc 15:00 UTC ngày 7 tháng 8, John đạt tới cường độ cực đại với sức gió 105 mph. Sau đó, John đi qua vùng nước lạnh hơn, và bắt đầu suy yếu. John rơi xuống hạng mục 1 vào lúc 15:00 UTC ngày 8 tháng 8 và đến trạng thái bão nhiệt đới vào lúc 09:00 UTC ngày 9 tháng 8. John đã sản xuất sóng cao trên bờ biển Baja California và Nam California.

### Bão Kristy
Một khu vực thời tiết xáo trộn hình thành phía nam Mexico vào ngày 2 tháng 8, NHC bắt đầu theo dõi sự xáo trộn cho sự phát triển nhiệt đới tiềm năng. Hệ thống này kéo dài trong nhiều ngày mà không phát triển vì nó theo dõi chung về phía tây, cho đến khi nó có đủ tổ chức để được phân loại là áp thấp nhiệt đới 13E lúc 05:00 UTC vào ngày 7 tháng 8. Sự trầm cảm cuối cùng đã phát triển thành cơn bão nhiệt đới Kristy lúc 09:00 UTC vào cuối ngày hôm đó. Kristy dần dần tăng cường trong vài ngày tới, và vào lúc 03:00 UTC ngày 10 tháng 8, nó đạt cường độ đỉnh cao với sức gió tối đa 70 dặm một giờ (110 km/h), chỉ thiếu tình trạng bão. Khi Kristy di chuyển trên vùng nước mát hơn, nó dần dần suy yếu, thoái hóa thành mức thấp còn lại lúc 15:00 UTC vào ngày 11 tháng 8.

### Bão Lane
- Bài chi tiết: Bão Lane (2018)

Một áp thấp nhiệt đới hình thành tốt phía tây nam của Baja California khoảng 03:00 UTC ngày 15 tháng 8, từ một khu vực áp suất thấp mà NHC đã theo dõi trong nhiều ngày. Di chuyển về hướng tây trong điều kiện môi trường thuận lợi, hệ thống tăng cường vào làn sóng bão nhiệt đới vào lúc 15:00 UTC vào ngày hôm sau và tiếp tục tăng cường một cơn bão vào khoảng 03:00 UTC ngày 17 tháng 8 như một con mắt đã trở nên rõ ràng. Sau sự hình thành của một lõi bên trong, Lane đã bắt đầu một giai đoạn tăng cường nhanh chóng đã đưa hệ thống đến cường độ đỉnh ban đầu của nó như một cơn bão cấp 4 vào đầu ngày 18 tháng 8. Nó vượt đến Trung Thái Bình Dương sau đó, nơi mà gió mạnh kéo theo gió tây gây ra một sự suy thoái đáng kể trong việc trình bày trên vệ tinh. Gió cấp trên dần dần giảm đi, cho phép Lane lấy lại cường độ cấp 4 vào cuối ngày 20 tháng 8. Mặc dù dự báo nói rằng cơn bão suy yếu, Lane vẫn tiếp tục tăng cường. Đến 04:30 UTC ngày 22 tháng 8, dữ liệu từ một chiếc máy bay trinh sát đo tối đa 1 phút duy trì gió gần 160 dặm / giờ (260 km/h), và Lane được nâng cấp lên cơn bão cấp 5 vì nó duy trì một con mắt riêng biệt bao quanh bởi sự đối lưu sâu sắc Tuy nhiên, sự cắt giảm làm suy yếu Lane thành một loại 4 khi nó đi về phía Hawaii, được dẫn dắt bởi một sườn núi tăng cường. Sự suy yếu nhanh chóng xảy ra sau đó, làm suy yếu làn đường từ một loại 2 đến một cơn bão nhiệt đới trong 6 giờ do độ cắt gió lên đến 35 đến 40 hải lý ảnh hưởng đến đối lưu cốt lõi của Lane. Đầu ngày 26 tháng 8, Lane rẽ sang hướng tây mà nó đã được dự đoán là được tạo ra khi nó được nhúng trong gió thương mại. Lúc 15:00 UTC ngày 26 tháng 8, Lane suy yếu thành một áp thấp nhiệt đới vì trung tâm cấp thấp của nó gần như hoàn toàn bị lộ ra. Tuy nhiên, lúc 15:00 UTC ngày 27 tháng 8, Lane tái cường thành một cơn bão nhiệt đới khi một vụ đối đầu bùng nổ một phần che phủ trung tâm cấp thấp. Tuy nhiên, sự tăng cường lại này sẽ ngắn ngủi như 18 giờ sau đó Lane chuyển hướng trở lại một áp thấp nhiệt đới vì lưu thông cấp thấp của nó một lần nữa bị lộ ra do sự biến đổi gió liên tục. Cuối cùng, lúc 3:00 UTC ngày 29 tháng 8, Lane bị thoái hóa thành mức thấp còn lại khi lưu thông của nó trở nên dài và ngọn mây gần trung tâm ấm lên và rời khỏi trung tâm.

### Bão Miriam
Lúc 21:00 UTC vào ngày 22, các nhà dự báo tại NHC dự báo rằng diện tích áp suất thấp có thể tạo vài trăm dặm về phía tây nam của Baja California Sur. Ngay sau đó, vào ngày 24 tháng 8, một máng áp suất thấp được hình thành nơi NHC dự đoán nó sẽ ở đâu, các dự đoán cho rằng sự phát triển dần dần sẽ có thể thực hiện được cho hệ thống. Phát triển dần dần sau đó và một áp thấp nhiệt đới hình thành lúc 9:00 UTC ngày 26 tháng 8. Vào lúc 15:00 UTC cùng ngày, trầm cảm đã trở nên mạnh hơn vào một cơn bão nhiệt đới, nơi nó được đặt tên là Miriam. Hệ thống này dần dần tăng cường và vào lúc 21:00 UTC ngày 29 tháng 8, Miriam tăng cường thành một cơn bão cuồng phong. Vào lúc 0:00 giờ UTC ngày 30 tháng 8, Miriam vào Trung Thái Bình Dương, nơi trách nhiệm được giao cho CPHC. Lúc 12:00 UTC ngày 31 tháng 8, Miriam tăng cường để đạt được cường độ cực đại của nó như là một cơn bão cấp 2. Chẳng bao lâu sau đó, Miriam bắt đầu bị ảnh hưởng bởi việc cắt gió, làm suy yếu cơn bão cấp 1 vào ngày 31 tháng 8. Cuối ngày 2 tháng 9, Miriam thoái hóa thành một mức thấp còn sót lại, do đứt gió mạnh.

### Bão Norman
Bão Norman có nguồn gốc từ một khu vực rộng lớn của áp thấp hình thành vài trăm dặm về phía nam-tây nam của Acapulco, Mexico vào ngày 25. Đi theo hướng tây-tây bắc, hệ thống kết hợp lại thành một áp thấp nhiệt đới bởi lúc 15:00 UTC ngày 28 tháng 8 trong khi nằm khoảng 420 dặm (675 km) về phía nam-tây nam của mũi phía nam của Baja California. Một sườn núi cận nhiệt đới đã đẩy lùi hệ thống phía tây trong vài ngày. Đầu ngày 29 tháng 8, trầm cảm đã trở thành một cơn bão nhiệt đới và nhận được cái tên Norman. Điều kiện môi trường thuận lợi cho phép tăng cường nhanh chóng, và hệ thống đạt được cường độ bão sớm vào ngày 30 tháng 8. Sự tăng cường nhanh chóng xảy ra trong suốt cả ngày, đỉnh điểm với Norman đạt cường độ đỉnh vào lúc 15:00 UTC, với gió bền vững 150 mph (240 km/h) và áp suất trung tâm 937 mbar (27,67 inHg).] Trong khoảng thời gian 24 giờ, gió bão đã tăng lên 80 dặm một giờ (130 km/h), mức tăng lớn nhất kể từ khi cơn bão Patricia vào năm 2015.
Sự kết hợp của một chu kỳ thay thế kính mắt và tăng cường cắt gió gây ra suy yếu bắt đầu vào ngày 31 tháng 8. Vào lúc 03:00 UTC ngày 31 tháng 8, Norman quay về phía tây-tây nam do một rìa áp cao sâu xuống ở phía bắc.Norman rơi xuống trạng thái hạng 2 trong một thời gian, trước khi nhanh chóng bất ngờ tăng cường trở lại cơn bão cấp 4 vào ngày 2 tháng 9. Cơn bão đạt  đỉnh thứ hai với gió 130 mph (215 km/h) và áp suất 948 mbar (28,00 inHg). Ban đầu chứng minh khả năng đàn hồi với các điều kiện bất lợi, Norman không chịu nổi sự gia tăng gió và nhiệt độ bề mặt biển thấp hơn vào ngày 3 tháng 9. Trung tâm u ám dày đặc của nó ấm lên và mắt nó đầy. Đồng thời, Norman rẽ sang hướng tây nam hơn. Vào ngày 4 tháng 9, cơn bão vượt qua phía tây 140 ° W, và trách nhiệm cảnh báo chuyển sang Trung tâm Bão trung tâm Thái Bình Dương (CPHC). Vào ngày hôm sau, một đợt tăng cường bất ngờ xảy ra sau đó và Norman lấy lại được trạng thái bão lớn. Tuy nhiên, gió cắt tăng lên một lần nữa sau đó, và Norman suy yếu thành một cơn bão cấp 1 vào ngày 6 tháng 9. Vào ngày 7 tháng 9, Norman suy yếu hơn nữa đến một cơn bão nhiệt đới khi nó bắt đầu mất đi các đặc điểm nhiệt đới của nó. CPHC đã ban hành tư vấn cuối cùng về Norman vào lúc 21:00 UTC vào ngày 8 tháng 9, vì nó nhanh chóng trở thành xoáy thuận ngoài nhiệt đới.

### Bão Olivia
Bão Olivia có nguồn gốc từ một khu vực rộng lớn của áp thấp hình thành vài trăm dặm về phía tây nam Mexico vào ngày 30. [136] Trung tâm Bão Quốc gia (NHC) tiếp tục theo dõi sự xáo trộn khi nó di chuyển theo hướng tây-tây bắc trong vài ngày tới. [137] Lúc 03:00 UTC vào ngày 1, NHC tuyên bố rằng một áp thấp nhiệt đới đã hình thành khoảng 400 dặm (645 km) về phía tây nam Mexico. [138] Do điều kiện không thuận lợi, trầm cảm dần dần trở nên có tổ chức hơn trong ngày hôm sau và một nửa trước khi tăng cường vào cơn bão nhiệt đới Olivia lúc 09:00 UTC vào ngày 2. [139] Vào thời điểm đó, gió cắt từ phía bắc-đông bắc đang tiếp tục ngăn chặn sự phát triển đáng kể của hệ thống. [140] Trong một ngày rưỡi tiếp theo, Olivia thay đổi ít sức mạnh trước khi bắt đầu một giai đoạn tăng cường nhanh chóng vào ngày 3 tháng 9. [141] [142] Vào lúc 03:00 UTC ngày 4 tháng 9, Olivia trở thành cơn bão cấp 1. [143] Olivia tiếp tục tăng cường nhanh chóng, trở thành cơn bão cấp 2 mười hai giờ sau đó. [144] Lúc 21:00 UTC vào ngày 4 tháng 9, Olivia trở thành cơn bão lớn thứ sáu trong mùa giải. [145] Sáu giờ sau, Olivia đạt cường độ cực đại ban đầu, với sức gió tối đa là 125 mph (205 km/h) và áp suất trung tâm tối thiểu là 955 mbar (28.20 inHg). [146] Olivia sau đó bắt đầu suy yếu do sự biến động gió ngày càng tăng và nhiệt độ mặt biển thấp hơn lúc 09:00 UTC vào ngày 5 tháng 9. Olivia sau đó suy yếu hơn và rơi xuống dưới sức mạnh lớn của cơn bão lúc 15:00 UTC cùng ngày. [147] Thật bất ngờ, Olivia tăng cường thành cơn bão cấp 4 với cường độ cực đại mới là 130 mph (215 km/h) và áp suất trung tâm tối thiểu là 948 mbar (28.00 inHg). [148] Olivia sau đó đi vào lưu vực Trung tâm Thái Bình Dương với sức gió tối đa duy trì 85 mph (140 km/h). [149] Khi Olivia đến gần quần đảo Hawaii hơn, đồng hồ bão nhiệt đới đã được phát hành cho Oahu, Maui, Molokai, Lanai, Kahoolawe và Đảo lớn. [150] Lúc 21:00 UTC ngày 12 tháng 9, Olivia đổ bộ vào Tây Bắc Maui và Lanai như một cơn bão nhiệt đới. [151] Olivia suy yếu thành một áp thấp nhiệt đới khi gió cắt ảnh hưởng đến cơn bão vào ngày 13 tháng 9. [152] Olivia sau đó bị thoái hóa thành mức thấp còn lại vào ngày 14 tháng 9 và tiêu tan vào ngày 19 tháng 9, sau khi băng qua Ngày Quốc tế.

### Bão Paul
Một vùng rộng lớn của giông bão vô tổ chức và mây hình thành vài trăm dặm ngoài khơi bờ biển phía tây nam của Mexico vào ngày 4. Sự xáo trộn dần dần được tổ chức khi nó di chuyển chậm từ tây sang tây bắc, và đến 15:00 UTC vào ngày 8 tháng 9, nó đã có đủ sự đối lưu có tổ chức để được xếp vào loại áp thấp nhiệt đới. Mặc dù dự báo ban đầu được gọi là áp thấp cuối cùng tăng cường thành một cơn bão, nó vẫn là một cơn bão nhiệt đới bị cắt xén với trung tâm lưu thông tiếp xúc ở phía đông. Vào lúc 09:00 UTC vào ngày 9 tháng 9, căn bệnh trầm cảm đã trở nên mạnh hơn trong cơn bão nhiệt đới Paul. Mặc dù có một môi trường thuận lợi vừa phải, Paul đã không tăng cường đáng kể và vẫn là một hệ thống được tổ chức kém, cuối cùng suy yếu đến một áp thấp nhiệt đới vào đầu ngày 11 tháng 9. Sau khi thiếu sự đối lưu sâu trong hơn 12 giờ, Paul đã thoái hóa thành mức thấp còn lại vào ngày 12 tháng 9, đánh dấu lần đầu tiên kể từ ngày 14 tháng 8 rằng không có lốc xoáy nhiệt đới nào hoạt động ở vùng đông bắc Thái Bình Dương.

### Bão Rosa
Vào lúc 18:00 UTC ngày 19 tháng 9, NHC dự báo một khu vực có áp lực thấp sẽ phát triển trong vài ngày tới. Lúc 00:00 UTC ngày 23 tháng 9, một khu vực rộng lớn của thời tiết bị xáo trộn hình thành nơi NHC dự đoán. Phát triển dần dần xảy ra và hệ thống được tổ chức thành một áp thấp nhiệt đới lúc 09:00 UTC vào ngày 25 tháng 9. [168] Bệnh trầm cảm sau đó phát triển thành một cơn bão nhiệt đới và được đặt tên là Rosa vào lúc 15:00 UTC cùng ngày. [169] Rosa dần dần tăng cường và lúc 03:00 UTC vào ngày 26 tháng 9, Rosa tăng cường thành một cơn bão. [170] Vào lúc 21:00 UTC ngày 27 tháng 9, Rosa sau đó nhanh chóng tăng cường và trở thành cơn bão cấp 4 thứ 7 trong mùa. [171] Cuối ngày 28 tháng 9, Rosa bắt đầu suy yếu do chu kỳ thay thế kính mắt và cấu trúc nhanh chóng bị mất, rơi vào trạng thái Hạng 3. [172] Đầu ngày 29 tháng 9, Rosa yếu đi dưới tình trạng bão lớn. [173] Vào buổi chiều, Rosa bắt đầu tăng cường lại, với sự thay thế kính mắt đã được hoàn thành. [174] Cuối ngày 29 tháng 9, Rosa bắt đầu yếu đi một lần nữa, vì nó bị ảnh hưởng bởi nhiệt độ gió cao và nhiệt độ mặt biển thấp. [175] Đến ngày 30 tháng 9, Rosa đã bị suy yếu thành một cơn bão nhiệt đới trong khi tiếp cận Baja California. [176] Cơn bão nhanh chóng suy yếu xuống mức thấp còn lại vào ngày 2 tháng 10, khi nó vượt qua bán đảo, trước khi tan biến vào ngày hôm sau.

### Bão Sergio
Cuối ngày 25 tháng 9, NHC dự báo một khu vực có áp lực thấp để phát triển trong Vịnh Tehuantepec, phía nam Mexico trong vòng một vài ngày. [178] Đầu ngày 26 tháng 9, một khu vực áp suất thấp được phát triển như mong đợi, với NHC ban đầu tạo cho hệ thống một cơ hội phát triển nhiệt đới thấp. [179] Trong vài ngày tới, sự xáo trộn dần dần được tổ chức trong khi từ từ di chuyển về phía tây, và vào ngày 29 tháng 9, sự xáo trộn được tổ chức thành bão nhiệt đới Sergio, trong khi nằm ở phía tây nam của Acapulco, Mexico. [180] Khi hệ thống di chuyển về phía tây, Sergio nhanh chóng tăng cường, đạt trạng thái bão cấp 1 vào đầu tháng 10. [181] Vào ngày 2 tháng 10, Sergio tăng cường một cơn bão cấp 2, [182] trước khi tăng cường thành cơn bão lớn loại 3 vào cuối ngày hôm đó. [183] Vào cuối ngày 3 tháng 10, Sergio tăng cường thành cơn bão cấp 4, trở thành cơn bão thứ tám phá kỷ lục ở lưu vực Đông Dương thuộc loại 4 hoặc 5. [184] Đầu vào ngày 4, Sergio đạt cường độ đỉnh cao của nó, với sức gió mạnh tối đa 140 dặm một giờ (230 km/h) và áp suất trung tâm tối thiểu là 943 milibar (27.8 inHg). [185] Sau đó, Sergio bắt đầu suy yếu, rơi xuống cường độ loại 3 vào lúc 03:00 UTC vào ngày hôm sau. [186] Đầu ngày 6 tháng 10, Sergio đã tăng cường trở thành cơn bão cấp 3 mạnh, trong khi tiếp tục về phía tây, [187] và cơn bão đã giữ cường độ đó trong một ngày trước khi một xu hướng suy yếu tiếp tục, làm suy yếu Sergio thành cơn bão cấp 2 vào đầu ngày 7 tháng 10. 188] Sergio tiếp tục suy yếu trên vùng biển lạnh hơn, và rơi xuống cường độ bão nhiệt đới vào cuối ngày 9 tháng 10, [189] trước khi đổ bộ vào Baja California sớm vào ngày 12 tháng 10. [190] Sau đó cùng ngày, Sergio suy yếu trở thành một áp thấp nhiệt đới, sau khi đổ bộ vào đất liền Mexico thứ hai. [191] Ngay sau đó, Sergio thoái hóa ở mức thấp còn lại.

### Bão Walaka
Vào ngày 29 tháng 9, một sự xáo trộn nhiệt đới ở phía tây nam Hawaii được tổ chức thành bão nhiệt đới Walaka, trở thành cơn bão đầu tiên được đặt tên tại lưu vực Trung Thái Bình Dương kể từ khi bão Ulika vào năm 2016. [193] Walaka đã tổ chức một cơn bão vào ngày 30 tháng 9 và bắt đầu tăng cường nhanh chóng. [194] Trong vòng 24 giờ, Walaka đã thâm nhập vào một cơn bão lớn. [195] Walaka tiếp tục tăng cường, đạt trạng thái Hạng 4 lúc 8:00 HST (18:00 UTC) vào ngày 1 tháng 10. Sáng sớm ngày hôm sau, lúc 00:00 UTC, Walaka trở thành cơn bão cấp 5 thứ hai của năm về phía đông của quốc tế Dòng ngày. [196] Tuy nhiên, vào ngày 2 tháng 10, cơn bão đã trải qua một chu kỳ thay thế kính mắt khiến cho nó suy yếu trong khi đi qua gần đảo san hô Johnston. [197] Vào lúc 12:00 UTC ngày 3 tháng 10, Walaka bắt đầu tái phát minh khi di chuyển ra khỏi đảo san hô Johnston Atoll và hướng về Papahānaumokuākea Marine National Monument. Tuy nhiên, việc cắt gió bắc cực bắt đầu ảnh hưởng xấu đến Walaka, khiến nó suy yếu trước khi băng qua quần đảo. [198] Walaka tiếp tục suy yếu trên vùng biển lạnh hơn về phía bắc. [199] Lúc 15:00 UTC vào ngày 6, Walaka chuyển thành một cơn bão extratropical 1.085 dặm (1.740 km) về phía bắc-tây bắc của Honolulu, Hawaii. [200] Không liên quan đến Walaka, Typhoon Kong-rey phát triển và tăng cường thành một cơn bão siêu hạng tương đương loại 5 cùng thời điểm Walaka đạt đến cường độ đỉnh cao, đánh dấu lần đầu tiên kể từ năm 2005 khi hai cơn bão nhiệt đới loại 5 tồn tại đồng thời ở Bắc bán cầu.

### Bão Willa
Vào ngày 14 tháng 10, NHC bắt đầu theo dõi sóng nhiệt đới Đại Tây Dương đã phát triển một khu vực có áp suất thấp ở Biển Caribê phía tây nam. [220] Vào ngày hôm sau, hệ thống trở nên được tổ chức tốt hơn về phía đông nam của bán đảo Yucatan, và cơn bão gặp phải nhiều điều kiện thuận lợi hơn khi nó gần đất liền; một máy bay Hurricane Hunter đã được lên kế hoạch khảo sát hệ thống để phát triển hơn nữa. [221] Tuy nhiên, tổ chức đã bị cản trở khi hệ thống nhanh chóng đổ bộ vào Belize vào ngày hôm sau. [222] Đầu ngày 17 tháng 10, sóng nhiệt đới chuyển vào Đông Thái Bình Dương và nhanh chóng được tổ chức, [223] tuy nhiên, hệ thống không kết hợp thành một cơn bão nhiệt đới và ngày càng trở nên vô tổ chức vào ngày hôm sau. Đầu ngày 19 tháng 10, một máng thấp áp mới phát triển về phía đông của thấp ban đầu, [210] được tổ chức thành bão nhiệt đới Vicente vào cuối ngày hôm đó. [212] Thấp ban đầu về phía tây dần dần được tổ chức trong khi di chuyển về phía tây, và vào đầu ngày 20 tháng 10, hệ thống phát triển thành Áp thấp nhiệt đới hai mươi bốn-E trong khi nằm ngoài khơi bờ biển phía tây nam Mexico. [225] Vài giờ sau, hệ thống được củng cố thành một cơn bão nhiệt đới và được đặt tên là Willa. [226] Đầu ngày 21 tháng 10, Willa trải qua việc tăng cường nhanh chóng và trở thành cơn bão cấp 1. [227] Tiếp tục tăng cường nhanh chóng sau đó và Willa đã trở thành một cơn bão cấp 3 lúc 21:00 UTC, chỉ mười hai giờ sau khi đạt đến trạng thái bão, trở thành cơn bão lớn thứ mười của mùa giải. [228] Ngay sau đó, lúc 22:30 UTC, Willa tăng cường sâu hơn vào cơn bão cấp 4, trở thành thứ chín của năm ở Đông Thái Bình Dương. [12] Vào lúc 15:00 UTC vào ngày 22 tháng 10, Willa đạt đến cường độ cao nhất là cơn bão cấp 5 thứ ba trong năm. [13] Sau đó, Willa bắt đầu suy yếu, do việc bắt đầu một chu kỳ thay thế kính mắt, làm suy yếu cơn bão cấp 4 cao cấp sáu giờ sau đó. [229] Willa gặp gió và suy yếu thêm vào cơn bão cấp 3 vào ngày hôm sau, [230] trước khi đổ bộ vào cường độ hạng 3 lúc 1:00 UTC vào ngày 24 tháng 10 (7:00 chiều ngày 23 tháng 10, giờ địa phương), tại Sinaloa, tây nam Mexico. [231] Sau khi đổ bộ, Willa nhanh chóng suy yếu, tiêu tan vào ngày 24 tháng 10 ở phía đông bắc Mexico. [232]
Tại bang Nayarit, Willa đã giết chết bốn người - ba người chết đuối dọc theo sông San Pedro, và người kia bị các ngư dân phát hiện. [233] Lượng mưa lớn đã giết chết hai người ở Nogales, Sonora. Ở đó, lũ lụt cuốn trôi xe hơi và vào nhà và doanh nghiệp

### Hệ thống khác

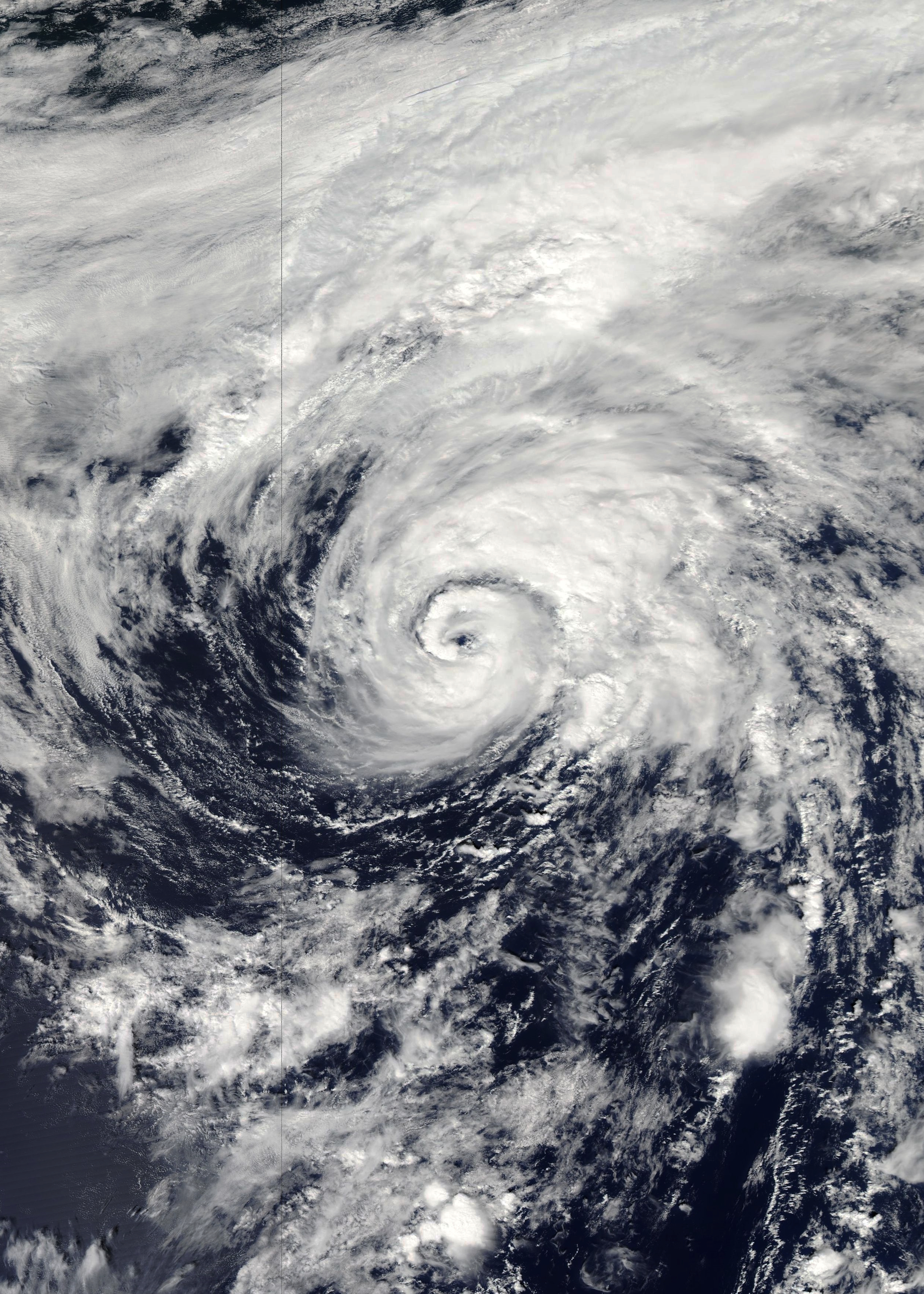
Trận bão cận nhiệt đới ở trung tâm Thái Bình Dương,đánh số hiệu 96C

Ngày 29 tháng 8, một mức độ thấp ở tầng trên được đánh số hiêụ 96C đã hấp thụ tàn dư của Lane ở phía tây-tây bắc của Hawaii. Đi qua một khu vực có nhiệt độ bề mặt biển 2 °C (3.6 °F) trên mức đóng băng, hệ thống kết hợp thành một cơn bão cận nhiệt đới vào ngày 31 tháng 8. Vào ngày 2 tháng 9, hệ thống đạt tới cường độ cực đại. Sau đó, hệ thống dần dần bắt đầu suy yếu, trong khi tăng tốc về phía bắc vào vùng nước lạnh hơn. Vào ngày 4 tháng 9, hệ thống đã bị hấp thụ bởi một trận xoáy thuận ngoại nhiệt đới lớn hơn ở Biển Bering.

## Dòng thời gian-Sự kiện
Dưới đây là dòng thời gian mùa bão Đông Bắc Thái Bình Dương 2018
Chú ý:Vị trí các xoáy thuận được đề cập ở  ở đây chỉ là vị trí tâm của nó và là số liệu đã được làm tròn.Một xoáy thuận không thể chỉ là 1 điểm,hoàn lưu của nó có thể trải dài trên một diện tích lớn.
| Thời gian phát hành                                | Thời gian phát hành  | Thời gian phát hành   | Tóm tắt sự kiện (NHC và CPHC báo cáo) | Tham khảo |
| Giờ                                                | Ngày (tính theo UTC) | Tháng (tính theo UTC) | Tóm tắt sự kiện (NHC và CPHC báo cáo) | Tham khảo |
| -------------------------------------------------- | -------------------- | --------------------- | --- | --- |
| 21h UTC (2h PM PDT)                                | 10                   | 5                     | Áp thấp nhiệt đới 01E ở vị trí12,4 độ vĩ Bắc;126,5 độ kinh Tây phát triển từ một diện tích bị xáo trộn thời tiết cách 1.310 dặm (2.105 km) về phía tây-tây nam của mũi phía nam của bán đảo Baja California.                                                                 | [ 21 ] [ 31 ] [ 33 ] [ 38 ] [ 41 ] [ 42 ] [ 48 ] [ 51 ] [ 52 ] [ 55 ] [ 56 ] [ 59 ] [ 60 ] [ 62 ] [ 68 ] [ 69 ] [ 70 ] [ 71 ] [ 72 ] [ 73 ] [ 74 ] [ 75 ] [ 76 ] [ 77 ] |
| 03h UTC 8h PDT-10 tháng 5)                         | 11                   | 5                     | ATNĐ 01E ở vị trí 12,7 độ vĩ Bắc;127,4 độ kinh Tây đạt cường độ đỉnh cao với sức gió duy trì tối đa 35 mph (55 km/h) và áp suất tối thiểu là 1.006 mbar (hPa; 29,71 inHg), cách 1.345 dặm (2.170 km) về phía tây-tây nam của mũi phía nam của Bán đảo Baja California        | [ 21 ] [ 31 ] [ 33 ] [ 38 ] [ 41 ] [ 42 ] [ 48 ] [ 51 ] [ 52 ] [ 55 ] [ 56 ] [ 59 ] [ 60 ] [ 62 ] [ 68 ] [ 69 ] [ 70 ] [ 71 ] [ 72 ] [ 73 ] [ 74 ] [ 75 ] [ 76 ] [ 77 ] |
| 03h UTC (8h PDT- 11 tháng 5)                       | 12                   | 5                     | ATNĐ 01E suy yếu thành mức thấp,xoáy thuận hậu nó sau đó cách 1.500 dặm (2.415 km) về phía tây-tây nam của mũi phía nam của bán đảo Baja California. | [ 21 ] [ 31 ] [ 33 ] [ 38 ] [ 41 ] [ 42 ] [ 48 ] [ 51 ] [ 52 ] [ 55 ] [ 56 ] [ 59 ] [ 60 ] [ 62 ] [ 68 ] [ 69 ] [ 70 ] [ 71 ] [ 72 ] [ 73 ] [ 74 ] [ 75 ] [ 76 ] [ 77 ] |
| 3h UTC(10h PM CDT-5 tháng 6)                       | 6                    | 6                     | ATNĐ 02E ở vị trí 14,1 độ vĩ Bắc;106,5 độ kinh Tây phát triển từ một khu vực áp suất thấp cánh khoảng 350 dặm (565 km) về phía nam-tây nam của Manzanillo, Colima. | [ 21 ] [ 31 ] [ 33 ] [ 38 ] [ 41 ] [ 42 ] [ 48 ] [ 51 ] [ 52 ] [ 55 ] [ 56 ] [ 59 ] [ 60 ] [ 62 ] [ 68 ] [ 69 ] [ 70 ] [ 71 ] [ 72 ] [ 73 ] [ 74 ] [ 75 ] [ 76 ] [ 77 ] |
| 9h UTC(3h MDT)                                     | 6                    | 6                     | ATNĐ 02E ở vị trí 14,7 dộ vĩ Bắc;106,5 độ kinh Tây tăng cường thành cơn bão nhiệt đớ,NHC đặt tên là Aletta cách khoảng 370 dặm (595 km) về phía nam-tây nam của Manzanillo.                                                                                                  | [ 21 ] [ 31 ] [ 33 ] [ 38 ] [ 41 ] [ 42 ] [ 48 ] [ 51 ] [ 52 ] [ 55 ] [ 56 ] [ 59 ] [ 60 ] [ 62 ] [ 68 ] [ 69 ] [ 70 ] [ 71 ] [ 72 ] [ 73 ] [ 74 ] [ 75 ] [ 76 ] [ 77 ] |
| 21h UTC(15h MDT)                                   | 7                    | 6                     | Cơn bão nhiệt đới Aletta ở vị trí 15,3 độ vĩ Bắc;110 độ kinh Tây tăng cường thành một cơn bão cấp 1 cách khoảng 455 dặm (730 km) về phía tây-tây nam của Manzanillo, Colima.                                                                                                 | [ 21 ] [ 31 ] [ 33 ] [ 38 ] [ 41 ] [ 42 ] [ 48 ] [ 51 ] [ 52 ] [ 55 ] [ 56 ] [ 59 ] [ 60 ] [ 62 ] [ 68 ] [ 69 ] [ 70 ] [ 71 ] [ 72 ] [ 73 ] [ 74 ] [ 75 ] [ 76 ] [ 77 ] |
| 03h UTC(9h PM MDT-7 tháng 6)                       | 8                    | 6                     | Bão Aletta ở vị trí 15,6 độ vĩ Bắc;110,3 độ kinh Tây tăng cường thành một cơn bão cấp 2,cách khoảng 460 dặm (740 km) về phía tây-tây nam của Manzanillo, Colima. | [ 21 ] [ 31 ] [ 33 ] [ 38 ] [ 41 ] [ 42 ] [ 48 ] [ 51 ] [ 52 ] [ 55 ] [ 56 ] [ 59 ] [ 60 ] [ 62 ] [ 68 ] [ 69 ] [ 70 ] [ 71 ] [ 72 ] [ 73 ] [ 74 ] [ 75 ] [ 76 ] [ 77 ] |
| 6h UTC(12h AM MDT)                                 | 8                    | 6                     | Bão Aletta ở vị trí 15,6 độ vĩ Bắc;110,5 độ kinh Tây tăng cường thành một cơn bão cấp 3 cách khoảng 470 dặm (760 km) về phía tây-tây nam của Manzanillo, Colima. | [ 21 ] [ 31 ] [ 33 ] [ 38 ] [ 41 ] [ 42 ] [ 48 ] [ 51 ] [ 52 ] [ 55 ] [ 56 ] [ 59 ] [ 60 ] [ 62 ] [ 68 ] [ 69 ] [ 70 ] [ 71 ] [ 72 ] [ 73 ] [ 74 ] [ 75 ] [ 76 ] [ 77 ] |
| 15h UTC(9h AM MDT)                                 | 8                    | 6                     | Bão Aletta ở vị trí 15,8 độ vĩ Bắc;111,2 độ kinh Tây tăng cường thành một cơn bão cấp 4 cách khoảng 505 dặm (815 km) về phía tây-tây nam của Manzanillo, Colima. | [ 21 ] [ 31 ] [ 33 ] [ 38 ] [ 41 ] [ 42 ] [ 48 ] [ 51 ] [ 52 ] [ 55 ] [ 56 ] [ 59 ] [ 60 ] [ 62 ] [ 68 ] [ 69 ] [ 70 ] [ 71 ] [ 72 ] [ 73 ] [ 74 ] [ 75 ] [ 76 ] [ 77 ] |
| 3h UTC(9H PM MDT-8 tháng 6)                        | 9                    | 6                     | Bão Aletta ở vị trí 16,2 độ vĩ Bắc;112,3 độ kinh Tây suy yếu xuống còn loại 3 cách khoảng 200 dặm (320 km) về phía nam-tây nam của đảo Socorro. | [ 21 ] [ 31 ] [ 33 ] [ 38 ] [ 41 ] [ 42 ] [ 48 ] [ 51 ] [ 52 ] [ 55 ] [ 56 ] [ 59 ] [ 60 ] [ 62 ] [ 68 ] [ 69 ] [ 70 ] [ 71 ] [ 72 ] [ 73 ] [ 74 ] [ 75 ] [ 76 ] [ 77 ] |
| 9h UTC(3h AM MDT)                                  | 9                    | 6                     | Bão Aletta ở vị trí 16,2 độ vĩ Bắc;112,7 độ kinh Tây suy yếu thành một cơn bão cấp 2 cách khoảng 210 dặm (340 km) về phía nam-tây nam của đảo Socorro. | [ 21 ] [ 31 ] [ 33 ] [ 38 ] [ 41 ] [ 42 ] [ 48 ] [ 51 ] [ 52 ] [ 55 ] [ 56 ] [ 59 ] [ 60 ] [ 62 ] [ 68 ] [ 69 ] [ 70 ] [ 71 ] [ 72 ] [ 73 ] [ 74 ] [ 75 ] [ 76 ] [ 77 ] |
| 21h UTC(3h PM MDT;4h PM CDT)                       | 9                    | 6                     | Bão Aletta ở vị trí 16,1 độ vĩ Bắc;113,9 độ kinh Tây suy yếu thành cơn bão cấp một cách khoảng 265 dặm (340 km) về phía nam-tây nam của đảo Socorro. | [ 21 ] [ 31 ] [ 33 ] [ 38 ] [ 41 ] [ 42 ] [ 48 ] [ 51 ] [ 52 ] [ 55 ] [ 56 ] [ 59 ] [ 60 ] [ 62 ] [ 68 ] [ 69 ] [ 70 ] [ 71 ] [ 72 ] [ 73 ] [ 74 ] [ 75 ] [ 76 ] [ 77 ] |
| 21h UTC(3h PM MDT;4h PM CDT)                       | 9                    | 6                     | ATNĐ 03E ở vị trí 12,4 độ vĩ Bắc;101,6 độ kinh Tây phát triển từ một khu vực áp suất thấp cách khoảng 365 dặm (590 km) về phía nam của Zihuatanejo, México. | [ 21 ] [ 31 ] [ 33 ] [ 38 ] [ 41 ] [ 42 ] [ 48 ] [ 51 ] [ 52 ] [ 55 ] [ 56 ] [ 59 ] [ 60 ] [ 62 ] [ 68 ] [ 69 ] [ 70 ] [ 71 ] [ 72 ] [ 73 ] [ 74 ] [ 75 ] [ 76 ] [ 77 ] |
| 3h UTC(9h PM MDT;10h PM CDT-9 tháng 6)             | 10                   | 6                     | Bão Aletta ở vị trí 15,9 độ vĩ Bắc;114,3 dộ kinh Tây suy yếu thành một cơn bão nhiệt đới cách khoảng 560 dặm (905 km) về phía nam-tây nam của mũi phía nam của Baja California.                                                                                              | [ 21 ] [ 31 ] [ 33 ] [ 38 ] [ 41 ] [ 42 ] [ 48 ] [ 51 ] [ 52 ] [ 55 ] [ 56 ] [ 59 ] [ 60 ] [ 62 ] [ 68 ] [ 69 ] [ 70 ] [ 71 ] [ 72 ] [ 73 ] [ 74 ] [ 75 ] [ 76 ] [ 77 ] |
| 3h UTC(9h PM MDT;10h PM CDT-9 tháng 6)             | 10                   | 6                     | ATNĐ 03E ở vị trí 12,9 độ vĩ Bắc;102 độ kinh Tây tăng cường vào cơn bão nhiệt đới,NHC đặt tên cho nó là Bud;cách khoảng 330 dặm (535 km) về phía nam của Zihuatanejo, Mexico.                                                                                                | [ 21 ] [ 31 ] [ 33 ] [ 38 ] [ 41 ] [ 42 ] [ 48 ] [ 51 ] [ 52 ] [ 55 ] [ 56 ] [ 59 ] [ 60 ] [ 62 ] [ 68 ] [ 69 ] [ 70 ] [ 71 ] [ 72 ] [ 73 ] [ 74 ] [ 75 ] [ 76 ] [ 77 ] |
| 21h UTC(4h PM CDT)                                 | 10                   | 6                     | Cơn bão nhiệt đới Bud ở vị trí 15,3 độ vĩ Bắc;104,2 độ kinh Táy tăng cường thành cơn bão cấp 1 cách khoảng 255 dặm (410 km) về phía nam của Manzanillo, Mexico. | [ 21 ] [ 31 ] [ 33 ] [ 38 ] [ 41 ] [ 42 ] [ 48 ] [ 51 ] [ 52 ] [ 55 ] [ 56 ] [ 59 ] [ 60 ] [ 62 ] [ 68 ] [ 69 ] [ 70 ] [ 71 ] [ 72 ] [ 73 ] [ 74 ] [ 75 ] [ 76 ] [ 77 ] |
| 9h UTC(3h AM MDT)                                  | 11                   | 6                     | Bão Bud ở vị trí 16,3 độ vĩ Bắc;106,1 độ kinh Tây tăng cường thành một cơn bão cấp 2 khoảng 220 dặm (355 km) về phía nam-tây nam của Manzanillo, Mexico. | [ 21 ] [ 31 ] [ 33 ] [ 38 ] [ 41 ] [ 42 ] [ 48 ] [ 51 ] [ 52 ] [ 55 ] [ 56 ] [ 59 ] [ 60 ] [ 62 ] [ 68 ] [ 69 ] [ 70 ] [ 71 ] [ 72 ] [ 73 ] [ 74 ] [ 75 ] [ 76 ] [ 77 ] |
| 15h UTC(8h AM PDT;9h AM MDT)                       | 11                   | 6                     | Bão nhiệt đới Aletta ở vị trí 16,8 độ vĩ Bắc;117,8 độ kinh Tây suy yếu thành áp thấp nhiệt đới khoảng 665 dặm (1070 km) về phía tây nam của mũi phía nam của Baja California.                                                                                                | [ 21 ] [ 31 ] [ 33 ] [ 38 ] [ 41 ] [ 42 ] [ 48 ] [ 51 ] [ 52 ] [ 55 ] [ 56 ] [ 59 ] [ 60 ] [ 62 ] [ 68 ] [ 69 ] [ 70 ] [ 71 ] [ 72 ] [ 73 ] [ 74 ] [ 75 ] [ 76 ] [ 77 ] |
| 15h UTC(8h AM PDT;9h AM MDT)                       | 11                   | 6                     | Bão Bud ở vị trí 16,7 độ vĩ Bắc;106,8 độ kinh Tây tăng cường thành một cơn bão cấp 3 cách khoảng 265 dặm (425 km) về phía nam-tây nam của Cabo Corrientes, Mexico. | [ 21 ] [ 31 ] [ 33 ] [ 38 ] [ 41 ] [ 42 ] [ 48 ] [ 51 ] [ 52 ] [ 55 ] [ 56 ] [ 59 ] [ 60 ] [ 62 ] [ 68 ] [ 69 ] [ 70 ] [ 71 ] [ 72 ] [ 73 ] [ 74 ] [ 75 ] [ 76 ] [ 77 ] |
| 21h UTC(2h PM PDT)                                 | 11                   | 6                     | ATNĐ Aletta suy yếu xuống còn mức thấp,xoáy thuận hậu nó sót lại trên Thái Bình Dương cách khoảng 1125 km về phía tây nam của mũi phía nam Baja Califprnia. | [ 21 ] [ 31 ] [ 33 ] [ 38 ] [ 41 ] [ 42 ] [ 48 ] [ 51 ] [ 52 ] [ 55 ] [ 56 ] [ 59 ] [ 60 ] [ 62 ] [ 68 ] [ 69 ] [ 70 ] [ 71 ] [ 72 ] [ 73 ] [ 74 ] [ 75 ] [ 76 ] [ 77 ] |
| 9h UTC(3h AM MDT)                                  | 12                   | 6                     | Bão Bud ở vị trí 18,1 độ vĩ Bắc;108,2 độ kinh Tây tăng cường thành một loại 4 cơn bão cách khoảng 230 dặm (365 km) về phía tây nam của Cabo Corrientes, Mexico. | [ 21 ] [ 31 ] [ 33 ] [ 38 ] [ 41 ] [ 42 ] [ 48 ] [ 51 ] [ 52 ] [ 55 ] [ 56 ] [ 59 ] [ 60 ] [ 62 ] [ 68 ] [ 69 ] [ 70 ] [ 71 ] [ 72 ] [ 73 ] [ 74 ] [ 75 ] [ 76 ] [ 77 ] |
| 15h UTC(9h AM MDT)                                 | 12                   | 6                     | Bão Bud ở vị trí 18,4 độ vĩ Bắc;108,4 độ kinh Tây suy yếu thành một cơn bão cấp 3 cách khoảng 225 dặm (360 km) về phía tây nam của Cabo Corrientes, Mexico | [ 21 ] [ 31 ] [ 33 ] [ 38 ] [ 41 ] [ 42 ] [ 48 ] [ 51 ] [ 52 ] [ 55 ] [ 56 ] [ 59 ] [ 60 ] [ 62 ] [ 68 ] [ 69 ] [ 70 ] [ 71 ] [ 72 ] [ 73 ] [ 74 ] [ 75 ] [ 76 ] [ 77 ] |
| 3h UTC(9h PM MDT 12 tháng 6)                       | 13                   | 6                     | Bão Bud ở vị trí 18,7 độ vĩ Bắc;108,6 độ kinh Tây suy yếu thành một cơn bão cấp một cách khoảng 300 dặm (485 km) về phía nam-đông nam của Cabo San Lucas, Mexico. | [ 21 ] [ 31 ] [ 33 ] [ 38 ] [ 41 ] [ 42 ] [ 48 ] [ 51 ] [ 52 ] [ 55 ] [ 56 ] [ 59 ] [ 60 ] [ 62 ] [ 68 ] [ 69 ] [ 70 ] [ 71 ] [ 72 ] [ 73 ] [ 74 ] [ 75 ] [ 76 ] [ 77 ] |
| 12h UTC(6h AM MDT)                                 | 13                   | 6                     | Bão Bud ở vị trí 19,1 độ vĩ Bắc;108,8 độ kinh Tây suy yếu thành một cơn bão nhiệt đới cách khoảng 275 dặm (435 km) về phía nam-đông nam của Cabo San Lucas, Mexico. | [ 21 ] [ 31 ] [ 33 ] [ 38 ] [ 41 ] [ 42 ] [ 48 ] [ 51 ] [ 52 ] [ 55 ] [ 56 ] [ 59 ] [ 60 ] [ 62 ] [ 68 ] [ 69 ] [ 70 ] [ 71 ] [ 72 ] [ 73 ] [ 74 ] [ 75 ] [ 76 ] [ 77 ] |
| 21h UTC(4h PM CDT)                                 | 14                   | 6                     | ATNĐ 04E ơ vị trí 15,5 độ vĩ Bắc;100,1 độ kinh Tây phát triển từ một khu vực áp suất thấp cách khoảng 100 dặm (155 km) về phía nam của Acapulco, Mexico. | [ 21 ] [ 31 ] [ 33 ] [ 38 ] [ 41 ] [ 42 ] [ 48 ] [ 51 ] [ 52 ] [ 55 ] [ 56 ] [ 59 ] [ 60 ] [ 62 ] [ 68 ] [ 69 ] [ 70 ] [ 71 ] [ 72 ] [ 73 ] [ 74 ] [ 75 ] [ 76 ] [ 77 ] |
| 3h UTC(9h PM MDT 14 tháng 6)                       | 15                   | 6                     | Cơn bão nhiệt đới Bud ở trí 23,1 độ vĩ Bắc;109,5 độ kinh Tây làm đổ bộ gần San José del Cabo,cách khoảng 30 dặm (45 km) về phía đông-đông bắc của Cabo San Lucas, Mexico với sức gió 65 km/h- Áp suất:1000mb.                                                                | [ 21 ] [ 31 ] [ 33 ] [ 38 ] [ 41 ] [ 42 ] [ 48 ] [ 51 ] [ 52 ] [ 55 ] [ 56 ] [ 59 ] [ 60 ] [ 62 ] [ 68 ] [ 69 ] [ 70 ] [ 71 ] [ 72 ] [ 73 ] [ 74 ] [ 75 ] [ 76 ] [ 77 ] |
| 15h UTC(9h AM MDT)                                 | 15                   | 6                     | Cơn bão nhiệt đới Bud ở vị trí 25,3 độ vĩ Bắc;110 độ kinh Tây suy yếu thành áp thấp nhiệt đới cách khoảng 100 dặm (160 km) về phía nam-đông nam của Loreto, Mexico | [ 21 ] [ 31 ] [ 33 ] [ 38 ] [ 41 ] [ 42 ] [ 48 ] [ 51 ] [ 52 ] [ 55 ] [ 56 ] [ 59 ] [ 60 ] [ 62 ] [ 68 ] [ 69 ] [ 70 ] [ 71 ] [ 72 ] [ 73 ] [ 74 ] [ 75 ] [ 76 ] [ 77 ] |
| 18h UTC(1h PM MDT)                                 | 15                   | 6                     | ATNĐ 04E ở vị trí 16 độ vĩ Bắc;99,4 độ kinh Tây tăng cường vào cơn bão nhiệt đới,NHC đặt tên nó là Carlotta khoảng 60 dặm (95 km) về phía nam của Acapulco, Mexico. | [ 21 ] [ 31 ] [ 33 ] [ 38 ] [ 41 ] [ 42 ] [ 48 ] [ 51 ] [ 52 ] [ 55 ] [ 56 ] [ 59 ] [ 60 ] [ 62 ] [ 68 ] [ 69 ] [ 70 ] [ 71 ] [ 72 ] [ 73 ] [ 74 ] [ 75 ] [ 76 ] [ 77 ] |
| 0h UTC(7h PM CDT-16 tháng 6)                       | 17                   | 6                     | Bão Carlotta ở vị trí 16,5 độ vĩ Bắc;99,5 độ kinh Tây đạt cường độ đỉnh cao với sức gió 100 km/h cùng với áp suất 997 mb. | [ 21 ] [ 31 ] [ 33 ] [ 38 ] [ 41 ] [ 42 ] [ 48 ] [ 51 ] [ 52 ] [ 55 ] [ 56 ] [ 59 ] [ 60 ] [ 62 ] [ 68 ] [ 69 ] [ 70 ] [ 71 ] [ 72 ] [ 73 ] [ 74 ] [ 75 ] [ 76 ] [ 77 ] |
| 18h UTC(1h PM CDT                                  | 17                   | 6                     | Cơn bão nhiệt đới Carlotta ở vị trí 17,2 độ vĩ Bắc;101,6 độ kinh Tây suy yếu thành áp thấp nhiệt đới cách khoảng 35 dặm (55 km) về phía nam của Zihuatanejo, Mexico. | [ 21 ] [ 31 ] [ 33 ] [ 38 ] [ 41 ] [ 42 ] [ 48 ] [ 51 ] [ 52 ] [ 55 ] [ 56 ] [ 59 ] [ 60 ] [ 62 ] [ 68 ] [ 69 ] [ 70 ] [ 71 ] [ 72 ] [ 73 ] [ 74 ] [ 75 ] [ 76 ] [ 77 ] |
| 3h UTC(10h PM CDT 18 tháng 6)                      | 19                   | 6                     | ATNĐ 04E suy yếu xuống còn mức thấp,tàn dư sót lại ngoài khơi phía Tây vùng biển Mexico | [ 21 ] [ 31 ] [ 33 ] [ 38 ] [ 41 ] [ 42 ] [ 48 ] [ 51 ] [ 52 ] [ 55 ] [ 56 ] [ 59 ] [ 60 ] [ 62 ] [ 68 ] [ 69 ] [ 70 ] [ 71 ] [ 72 ] [ 73 ] [ 74 ] [ 75 ] [ 76 ] [ 77 ] |
| 3h UTC(8h PM PDT-23 tháng 6)                       | 24                   | 6                     | ATNĐ 05E ở vị trí 14,3 độ vĩ Bắc;105,7 độ kinh Tây phát triển từ một khu vực áp suất thấp cách khoảng 705 dặm (1135 km) về phía tây nam của mũi phía nam của Baja California.                                                                                                | [ 21 ] [ 31 ] [ 33 ] [ 38 ] [ 41 ] [ 42 ] [ 48 ] [ 51 ] [ 52 ] [ 55 ] [ 56 ] [ 59 ] [ 60 ] [ 62 ] [ 68 ] [ 69 ] [ 70 ] [ 71 ] [ 72 ] [ 73 ] [ 74 ] [ 75 ] [ 76 ] [ 77 ] |
| 15h UTC(8h AM PDT)                                 | 24                   | 6                     | ATNĐ 05E ở vị trí 16 độ Bắc;115,9 độ kinh Tây mạnh lên thành bão nhiệt đới,tên quốc tế là Daniel. | [ 21 ] [ 31 ] [ 33 ] [ 38 ] [ 41 ] [ 42 ] [ 48 ] [ 51 ] [ 52 ] [ 55 ] [ 56 ] [ 59 ] [ 60 ] [ 62 ] [ 68 ] [ 69 ] [ 70 ] [ 71 ] [ 72 ] [ 73 ] [ 74 ] [ 75 ] [ 76 ] [ 77 ] |
| 21h UTC(2h PM PDT)                                 | 24                   | 6                     | Bão Daniel ở vị trí 16,9 độ vĩ Bắc;116,4 độ kinh Tây mạnh lên với sức gió 75 km/h(40 dặm/h) và áp suất trung tâm 1003 mb-Đây cũng là sức mạnh lớn nhất của nó | [ 21 ] [ 31 ] [ 33 ] [ 38 ] [ 41 ] [ 42 ] [ 48 ] [ 51 ] [ 52 ] [ 55 ] [ 56 ] [ 59 ] [ 60 ] [ 62 ] [ 68 ] [ 69 ] [ 70 ] [ 71 ] [ 72 ] [ 73 ] [ 74 ] [ 75 ] [ 76 ] [ 77 ] |
| 21h UTC(2h PM PDT)                                 | 25                   | 6                     | ATNĐ Daniel ở vị trí 19,4 độ vĩ Bắc;118,1 độ kinh Tây cách khoảng 580 dặm(935 km)về phía Tây Tây Nam của miền Nam Baja California suy yếu từ bão nhiệt đới Daniel. | [ 21 ] [ 31 ] [ 33 ] [ 38 ] [ 41 ] [ 42 ] [ 48 ] [ 51 ] [ 52 ] [ 55 ] [ 56 ] [ 59 ] [ 60 ] [ 62 ] [ 68 ] [ 69 ] [ 70 ] [ 71 ] [ 72 ] [ 73 ] [ 74 ] [ 75 ] [ 76 ] [ 77 ] |
| 15h UTC(8h PM PDT)                                 | 26                   | 6                     | Tàn dư của Daniel ở vị trí 20 độ Bắc;120,2 độ kinh Tây suy yếu từ ATNĐ Daniel cách khoảng 690 dặm(1115 km) về phía Tây Tây Nam của nam Baja California. | [ 21 ] [ 31 ] [ 33 ] [ 38 ] [ 41 ] [ 42 ] [ 48 ] [ 51 ] [ 52 ] [ 55 ] [ 56 ] [ 59 ] [ 60 ] [ 62 ] [ 68 ] [ 69 ] [ 70 ] [ 71 ] [ 72 ] [ 73 ] [ 74 ] [ 75 ] [ 76 ] [ 77 ] |
| 21h UTC(3h PM MDT)                                 | 27                   | 6                     | Áp thấp nhiệt đới 06E ở vị trí 13,3 độ vĩ Bắc;108,5 độ kinh Tây hình thành từ 1 vùng áp suất thấp;cách khoảng 480 dặm(775 km) về phía Tây Nam của Manzanillo,Mexico. | [ 21 ] [ 31 ] [ 33 ] [ 38 ] [ 41 ] [ 42 ] [ 48 ] [ 51 ] [ 52 ] [ 55 ] [ 56 ] [ 59 ] [ 60 ] [ 62 ] [ 68 ] [ 69 ] [ 70 ] [ 71 ] [ 72 ] [ 73 ] [ 74 ] [ 75 ] [ 76 ] [ 77 ] |
| 9h UTC(3h AM MDT)                                  | 28                   | 6                     | ATNĐ 06E ở vị trí 13,8 độ vĩ Bắc;111,3 độ kinh Tây mạnh lên thành bão nhiệt đới với tên Emilia,cách khoảng 635 dặm(1020 km) về phía Nam của miền Nam Baja California. | [ 21 ] [ 31 ] [ 33 ] [ 38 ] [ 41 ] [ 42 ] [ 48 ] [ 51 ] [ 52 ] [ 55 ] [ 56 ] [ 59 ] [ 60 ] [ 62 ] [ 68 ] [ 69 ] [ 70 ] [ 71 ] [ 72 ] [ 73 ] [ 74 ] [ 75 ] [ 76 ] [ 77 ] |
| 15h UTC(8h AM MDT)                                 | 29                   | 6                     | Bão Emilia ở vị trí 16,2 độ vĩ Bắc;116,3 độ kinh Tây mạnh lên,đạt sức gió 60 dặm/h(95 km/h) cùng với áp suất 997 mb;cách khoảng 620 dặm(1000 km) về phía Tây Nam của miền nam Baja California.Đây cũng là sức mạnh lớn nhất của nó.                                          | [ 21 ] [ 31 ] [ 33 ] [ 38 ] [ 41 ] [ 42 ] [ 48 ] [ 51 ] [ 52 ] [ 55 ] [ 56 ] [ 59 ] [ 60 ] [ 62 ] [ 68 ] [ 69 ] [ 70 ] [ 71 ] [ 72 ] [ 73 ] [ 74 ] [ 75 ] [ 76 ] [ 77 ] |
| 15h UTC(8h AM PDT)                                 | 30                   | 6                     | Bão nhiệt đới Emilia ở vị trí 17,7 độ vĩ Bắc;119,2 độ kinh Tây suy yếu thành áp thấp nhiệt đới cách khoảng 700 dặm(1130 km) vế phía Tây Tây Nam của miền nam Baja California                                                                                                 | [ 21 ] [ 31 ] [ 33 ] [ 38 ] [ 41 ] [ 42 ] [ 48 ] [ 51 ] [ 52 ] [ 55 ] [ 56 ] [ 59 ] [ 60 ] [ 62 ] [ 68 ] [ 69 ] [ 70 ] [ 71 ] [ 72 ] [ 73 ] [ 74 ] [ 75 ] [ 76 ] [ 77 ] |
| 4h PM CDT(21h UTC)                                 | 30                   | 6                     | Áp thấp nhiệt đới 07E ở vị trí 11,2 độ vĩ Bắc;104,4 độ kinh Tây hình thành từ một vùng áp suất thấp cách khoảng 485 dặm(785 km) về phía Nam Tây Nam của Zihuateutla,México                                                                                                   | [ 21 ] [ 31 ] [ 33 ] [ 38 ] [ 41 ] [ 42 ] [ 48 ] [ 51 ] [ 52 ] [ 55 ] [ 56 ] [ 59 ] [ 60 ] [ 62 ] [ 68 ] [ 69 ] [ 70 ] [ 71 ] [ 72 ] [ 73 ] [ 74 ] [ 75 ] [ 76 ] [ 77 ] |
| 9h UTC(3h AM MDT)                                  | 1                    | 7                     | Áp thấp nhiệt đới 07E ở vị trí 11,6 độ vĩ Bắc;106,4 độ kinh Tây mạnh lên thành bão với tên Fabio;cách khoảng 530 dặm(850 km)về phía Nam Tây Nam của Manzanillo,México. | [ 21 ] [ 31 ] [ 33 ] [ 38 ] [ 41 ] [ 42 ] [ 48 ] [ 51 ] [ 52 ] [ 55 ] [ 56 ] [ 59 ] [ 60 ] [ 62 ] [ 68 ] [ 69 ] [ 70 ] [ 71 ] [ 72 ] [ 73 ] [ 74 ] [ 75 ] [ 76 ] [ 77 ] |
| 3h UTC(8h PM PD -1 tháng 7)                        | 2                    | 7                     | Áp thấp nhiệt đới Emilia ở vị trí 20,3 độ Bắc;125,3 độ kinh Tây suy thoái thành mức thấp;cách 1005 dặm(1615 km) về phía Tây của Nam Baja California. | [ 21 ] [ 31 ] [ 33 ] [ 38 ] [ 41 ] [ 42 ] [ 48 ] [ 51 ] [ 52 ] [ 55 ] [ 56 ] [ 59 ] [ 60 ] [ 62 ] [ 68 ] [ 69 ] [ 70 ] [ 71 ] [ 72 ] [ 73 ] [ 74 ] [ 75 ] [ 76 ] [ 77 ] |
| 15h UTC(9h AM PDT)                                 | 2                    | 7                     | Bão nhiệt đới Fabio ở vị trí 12,8 độ vĩ Bắc;110,9 độ kinh Tây tăng cường thành bão cấp 1;cách khoảng 700 dặm(1125 km) về phía Nam của Nam Baja California. | [ 21 ] [ 31 ] [ 33 ] [ 38 ] [ 41 ] [ 42 ] [ 48 ] [ 51 ] [ 52 ] [ 55 ] [ 56 ] [ 59 ] [ 60 ] [ 62 ] [ 68 ] [ 69 ] [ 70 ] [ 71 ] [ 72 ] [ 73 ] [ 74 ] [ 75 ] [ 76 ] [ 77 ] |
| 8h AM PDT(15h UTC)                                 | 3                    | 7                     | Bão Fabio ở vị trí 15,2 độ vĩ Bắc;115,6 độ kinh Tây tăng cường thành một cơn bão cấp 2;cách khoảng 650 dặm(1045 km) về phía Tây Nam của nam Baja California | [ 21 ] [ 31 ] [ 33 ] [ 38 ] [ 41 ] [ 42 ] [ 48 ] [ 51 ] [ 52 ] [ 55 ] [ 56 ] [ 59 ] [ 60 ] [ 62 ] [ 68 ] [ 69 ] [ 70 ] [ 71 ] [ 72 ] [ 73 ] [ 74 ] [ 75 ] [ 76 ] [ 77 ] |
| 21h UTC(2h PM PDT)                                 | 3                    | 7                     | Bão Fabio ở vị trí 15,8 độ vĩ Bắc;116,5 độ kinh Tây đạt cường độ đỉnh với sức gió 110 dặm/h(175 km/h) và áp suất trung tâm tối thiểu là 964 mb;cách 650 dặm(1050 km)vế phía Tây Nam của nam Baja California                                                                  | [ 21 ] [ 31 ] [ 33 ] [ 38 ] [ 41 ] [ 42 ] [ 48 ] [ 51 ] [ 52 ] [ 55 ] [ 56 ] [ 59 ] [ 60 ] [ 62 ] [ 68 ] [ 69 ] [ 70 ] [ 71 ] [ 72 ] [ 73 ] [ 74 ] [ 75 ] [ 76 ] [ 77 ] |
| 21h UTC(2h PM PDT)                                 | 4                    | 7                     | Bão Fabio ở vị trí 17,9 độ vĩ Bẵc;121,6 độ kinh Tây suy yếu thành bão cấp 1;cách khoảng 830 dặm (1340 km) vế phía Tây Tây Nam của nam Baja California | [ 21 ] [ 31 ] [ 33 ] [ 38 ] [ 41 ] [ 42 ] [ 48 ] [ 51 ] [ 52 ] [ 55 ] [ 56 ] [ 59 ] [ 60 ] [ 62 ] [ 68 ] [ 69 ] [ 70 ] [ 71 ] [ 72 ] [ 73 ] [ 74 ] [ 75 ] [ 76 ] [ 77 ] |
| 9h UTC(2h AM PDT)                                  | 5                    | 7                     | Bão Fabio ở vị trí 19,3 độ vĩ Bắc;123,9 độ kinh Tây suy yếu thành cơn bão nhiệt đới;cách khoảng 935 dặm(1505 km) về phía Tây Tây Nam của nam Baja California. | [ 21 ] [ 31 ] [ 33 ] [ 38 ] [ 41 ] [ 42 ] [ 48 ] [ 51 ] [ 52 ] [ 55 ] [ 56 ] [ 59 ] [ 60 ] [ 62 ] [ 68 ] [ 69 ] [ 70 ] [ 71 ] [ 72 ] [ 73 ] [ 74 ] [ 75 ] [ 76 ] [ 77 ] |
| 15h UTC(8h PM PDT)                                 | 6                    | 7                     | Bão Fabio ở vị trí 22 độ Bắc;130 độ kinh Tây suy thoái thành mức thấp;tàn dư sau đó cách khoảng 1285 dặm(2065 km)về phía Tây của nam Baja California. | [ 21 ] [ 31 ] [ 33 ] [ 38 ] [ 41 ] [ 42 ] [ 48 ] [ 51 ] [ 52 ] [ 55 ] [ 56 ] [ 59 ] [ 60 ] [ 62 ] [ 68 ] [ 69 ] [ 70 ] [ 71 ] [ 72 ] [ 73 ] [ 74 ] [ 75 ] [ 76 ] [ 77 ] |
| 21h UTC(2h PM PDT)                                 | 26                   | 7                     | Áp thấp nhiệt đới 08E ở vị trí 13,2 độ vĩ Bắc;123,4 độ kinh Tây hình thành từ một vùng áp suất thấp;cách khoảng 1110 dặm(1785 km) vế phía Tây Nam của mũi phía Nam của Bán đảo Baja California.                                                                              | [ 21 ] [ 31 ] [ 33 ] [ 38 ] [ 41 ] [ 42 ] [ 48 ] [ 51 ] [ 52 ] [ 55 ] [ 56 ] [ 59 ] [ 60 ] [ 62 ] [ 68 ] [ 69 ] [ 70 ] [ 71 ] [ 72 ] [ 73 ] [ 74 ] [ 75 ] [ 76 ] [ 77 ] |
| 21h UTC(2h PM PDT)                                 | 26                   | 7                     | Áp thấp nhiệt đới 09E ở vị trí 11 độ vĩ Bắc;135,5 độ kinh Tây hình thành từ một khu vực áp thấp;cách khoảng 1435 dặm(2310 km) về phía Đông Đông Nam của Hilo;Hawaii. | [ 21 ] [ 31 ] [ 33 ] [ 38 ] [ 41 ] [ 42 ] [ 48 ] [ 51 ] [ 52 ] [ 55 ] [ 56 ] [ 59 ] [ 60 ] [ 62 ] [ 68 ] [ 69 ] [ 70 ] [ 71 ] [ 72 ] [ 73 ] [ 74 ] [ 75 ] [ 76 ] [ 77 ] |
| 9h UTC(2h AM PDT)                                  | 27                   | 7                     | Áp thấp nhiệt đới 08E ở vị trí 14,4 độ vĩ Bắc;126,7 độ kinh Tây mạnh lên thành bão với tên là Gilma;cách khoảng 1245 dặm(2005 km) về phía Tây Tây Nam của mũi phía nam của Bán đảo Baja California.                                                                          | [ 21 ] [ 31 ] [ 33 ] [ 38 ] [ 41 ] [ 42 ] [ 48 ] [ 51 ] [ 52 ] [ 55 ] [ 56 ] [ 59 ] [ 60 ] [ 62 ] [ 68 ] [ 69 ] [ 70 ] [ 71 ] [ 72 ] [ 73 ] [ 74 ] [ 75 ] [ 76 ] [ 77 ] |
| 15h UTC(8h AM PDT)                                 | 27                   | 7                     | Áp thấp nhiệt đới 09E ở vị trí 10,6 độ Bắc;138,8 độ kinh Tây suy yếu thành mức thấp với tàn dư là máng mở(mắt bị rách) còn lại cách khoảng 1255 dặm (2015 km) về phía Đông Đông Nam của Hilo;Hawaii.                                                                         | [ 21 ] [ 31 ] [ 33 ] [ 38 ] [ 41 ] [ 42 ] [ 48 ] [ 51 ] [ 52 ] [ 55 ] [ 56 ] [ 59 ] [ 60 ] [ 62 ] [ 68 ] [ 69 ] [ 70 ] [ 71 ] [ 72 ] [ 73 ] [ 74 ] [ 75 ] [ 76 ] [ 77 ] |
| 21h UTC(2h PM PDT)                                 | 27                   | 7                     | Bão Gilma ở vị trí 14,7 độ Bắc;129,9 độ kinh Tây suy yếu thành áp thấp nhiệt đới;cách 1425 dặm(2290 km)về phía Tây Tây Nam của mũi phía nam bán đảo Baja California. | [ 21 ] [ 31 ] [ 33 ] [ 38 ] [ 41 ] [ 42 ] [ 48 ] [ 51 ] [ 52 ] [ 55 ] [ 56 ] [ 59 ] [ 60 ] [ 62 ] [ 68 ] [ 69 ] [ 70 ] [ 71 ] [ 72 ] [ 73 ] [ 74 ] [ 75 ] [ 76 ] [ 77 ] |
| 21h UTC(2h PM PDT)                                 | 29                   | 7                     | Áp thấp nhiệt đới Gilma ở vị trí 16,2 độ Bắc;139,7 độ kinh Tây suy thoái thành mức thấp;cách khoảng 1040 dặm(1675 km) về phía Đông của Hilo;Hawaii. | [ 21 ] [ 31 ] [ 33 ] [ 38 ] [ 41 ] [ 42 ] [ 48 ] [ 51 ] [ 52 ] [ 55 ] [ 56 ] [ 59 ] [ 60 ] [ 62 ] [ 68 ] [ 69 ] [ 70 ] [ 71 ] [ 72 ] [ 73 ] [ 74 ] [ 75 ] [ 76 ] [ 77 ] |
| 21h UTC(2h PM PDT)                                 | 31                   | 7                     | Áp thấp nhiệt đới 10E ở vị trí 12,7 độ vĩ Bắc;116,7 độ kinh Tây hình thành từ một khu vực áp suất thấp;cách khoảng 835 dặm(1340 km)về phía Tây Nam của mũi phía nam bán đảo Baja California.                                                                                 | [ 21 ] [ 31 ] [ 33 ] [ 38 ] [ 41 ] [ 42 ] [ 48 ] [ 51 ] [ 52 ] [ 55 ] [ 56 ] [ 59 ] [ 60 ] [ 62 ] [ 68 ] [ 69 ] [ 70 ] [ 71 ] [ 72 ] [ 73 ] [ 74 ] [ 75 ] [ 76 ] [ 77 ] |
| 3h UTC(8h PM PDT 31 tháng 8)                       | 1                    | 8                     | Áp thấp nhiệt đới 10E ở vị trí 13,0 độ vĩ Bắc;118,2 độ kinh Tây mạnh lên thành bão nhiệt đới với tên là Hector;cách khoảng 875 dặm(1405 km) về phía Tây Nam của mũi phía nam bán đảo Baja California.                                                                        | [ 21 ] [ 31 ] [ 33 ] [ 38 ] [ 41 ] [ 42 ] [ 48 ] [ 51 ] [ 52 ] [ 55 ] [ 56 ] [ 59 ] [ 60 ] [ 62 ] [ 68 ] [ 69 ] [ 70 ] [ 71 ] [ 72 ] [ 73 ] [ 74 ] [ 75 ] [ 76 ] [ 77 ] |
| 14h UTC(7h PM PDT)                                 | 2                    | 8                     | Bão Hector ở vị trí 14,2 độ vĩ Bắc;124,4 độ kinh Tây mạnh lên thành bão cấp 1;cách khoảng 1115 dặm (1790 km) về phía Tây Tây Nam của mũi phía nam bán đảo Baja California.                                                                                                   | [ 21 ] [ 31 ] [ 33 ] [ 38 ] [ 41 ] [ 42 ] [ 48 ] [ 51 ] [ 52 ] [ 55 ] [ 56 ] [ 59 ] [ 60 ] [ 62 ] [ 68 ] [ 69 ] [ 70 ] [ 71 ] [ 72 ] [ 73 ] [ 74 ] [ 75 ] [ 76 ] [ 77 ] |
| 21h UTC(2h PM PDT)                                 | 2                    | 8                     | Bão Hector ở vị trí 14,1 độ vĩ Bắc;125,8 độ kinh Tây mạnh lên thành bão cấp 2;cách khoảng 1205 dặm (1940 km) về phía Tây Tây Nam của mũi phía nam bán đảo Baja California | [ 21 ] [ 31 ] [ 33 ] [ 38 ] [ 41 ] [ 42 ] [ 48 ] [ 51 ] [ 52 ] [ 55 ] [ 56 ] [ 59 ] [ 60 ] [ 62 ] [ 68 ] [ 69 ] [ 70 ] [ 71 ] [ 72 ] [ 73 ] [ 74 ] [ 75 ] [ 76 ] [ 77 ] |
| 15h UTC (8h AM PDT)                                | 3                    | 8                     | Bão Hector ở vị trí 14,1 độ vĩ Bắc;128,8 độ kinh Tây suy yếu xuống thành bão cấp 1;cách khoảng 1375 dặm (2215 km) về phía Tây Tây Nam của mũi phía nam bán đảo Baja California.                                                                                              | [ 21 ] [ 31 ] [ 33 ] [ 38 ] [ 41 ] [ 42 ] [ 48 ] [ 51 ] [ 52 ] [ 55 ] [ 56 ] [ 59 ] [ 60 ] [ 62 ] [ 68 ] [ 69 ] [ 70 ] [ 71 ] [ 72 ] [ 73 ] [ 74 ] [ 75 ] [ 76 ] [ 77 ] |
| 21h UTC (2h PM PDT)                                | 3                    | 8                     | Bão Hector ở vị trí 14,1 độ Bắc;129,8 độ kinh Tây mạnh trở lại thành bão cấp 2;cách khoảng 1435 dặm (2310 km) về phía Tây Tây Nam của mũi phía nam bán đảo Baja California.                                                                                                  | [ 21 ] [ 31 ] [ 33 ] [ 38 ] [ 41 ] [ 42 ] [ 48 ] [ 51 ] [ 52 ] [ 55 ] [ 56 ] [ 59 ] [ 60 ] [ 62 ] [ 68 ] [ 69 ] [ 70 ] [ 71 ] [ 72 ] [ 73 ] [ 74 ] [ 75 ] [ 76 ] [ 77 ] |
| 3h UTC (8h PM PDT 3 tháng 8)                       | 4                    | 8                     | Bão Hector ở vị trí 14,2 độ vĩ Bắc;130,9 độ kinh Tây mạnh lên thành bão cấp 3;cách khoảng 1500 dặm (2410 km) về phía Tây Tây Nam của mũi phía nam bán đảo Baja California.                                                                                                   | [ 21 ] [ 31 ] [ 33 ] [ 38 ] [ 41 ] [ 42 ] [ 48 ] [ 51 ] [ 52 ] [ 55 ] [ 56 ] [ 59 ] [ 60 ] [ 62 ] [ 68 ] [ 69 ] [ 70 ] [ 71 ] [ 72 ] [ 73 ] [ 74 ] [ 75 ] [ 76 ] [ 77 ] |
| 21h UTC(2h PM PDT)                                 | 4                    | 8                     | Áp thấp nhiệt đới 11E ở vị trí 12,4 độ vĩ Bắc;95 độ kinh Tây hình thành từ một khu vực áp thấp;cách khoảng 250 dặm (400 km) về phía Nam Đông Nam của thị trấn Puerto Ángel;Mexico.                                                                                           | [ 21 ] [ 31 ] [ 33 ] [ 38 ] [ 41 ] [ 42 ] [ 48 ] [ 51 ] [ 52 ] [ 55 ] [ 56 ] [ 59 ] [ 60 ] [ 62 ] [ 68 ] [ 69 ] [ 70 ] [ 71 ] [ 72 ] [ 73 ] [ 74 ] [ 75 ] [ 76 ] [ 77 ] |
| 3h UTC (8h PM PDT 4 tháng 8)                       | 5                    | 8                     | Bão Hector ở vị trí 14,3 độ vĩ Bắc;134,7 độ kinh Tây mạnh lên thành bão cấp 4;cách khoảng 1395 dặm (2245 km) về phía Đông Đông Nam của Hilo;Hawaii. | [ 21 ] [ 31 ] [ 33 ] [ 38 ] [ 41 ] [ 42 ] [ 48 ] [ 51 ] [ 52 ] [ 55 ] [ 56 ] [ 59 ] [ 60 ] [ 62 ] [ 68 ] [ 69 ] [ 70 ] [ 71 ] [ 72 ] [ 73 ] [ 74 ] [ 75 ] [ 76 ] [ 77 ] |
| 9h UTC (2h AM PDT)                                 | 5                    | 8                     | Bão Hector ở vị trí 14,4 độ vĩ Bắc;135,7 độ kinh Tây suy yếu thành bão cấp 3;cách khoảng 1360 dặm (2190 km) về phía Đông của Hilo;Hawaii. | [ 21 ] [ 31 ] [ 33 ] [ 38 ] [ 41 ] [ 42 ] [ 48 ] [ 51 ] [ 52 ] [ 55 ] [ 56 ] [ 59 ] [ 60 ] [ 62 ] [ 68 ] [ 69 ] [ 70 ] [ 71 ] [ 72 ] [ 73 ] [ 74 ] [ 75 ] [ 76 ] [ 77 ] |
| 21h UTC(2h PM PDT)                                 | 5                    | 8                     | Bão Hector ở vị trí 14,4 độ vĩ Bắc;138 độ kinh Tây mạnh trở lại thành bão cấp 4;cách khoảng 1210 dặm (1950 km) về phía Đông Đông Nam của South Point;Hawaii. | [ 21 ] [ 31 ] [ 33 ] [ 38 ] [ 41 ] [ 42 ] [ 48 ] [ 51 ] [ 52 ] [ 55 ] [ 56 ] [ 59 ] [ 60 ] [ 62 ] [ 68 ] [ 69 ] [ 70 ] [ 71 ] [ 72 ] [ 73 ] [ 74 ] [ 75 ] [ 76 ] [ 77 ] |
| 21h UTC(4h PM CDT)                                 | 5                    | 8                     | Áp thấp nhiệt đới 11E ở vị trí 13,6 độ vĩ Bắc;98,1 độ kinh Tây mạnh lên thành bão nhiệt đới với tên Ileana;cách khoảng 165 dặm (265 km) về phía Tây Tây Nam của Puerto Escondido,Oxaca.                                                                                      | [ 21 ] [ 31 ] [ 33 ] [ 38 ] [ 41 ] [ 42 ] [ 48 ] [ 51 ] [ 52 ] [ 55 ] [ 56 ] [ 59 ] [ 60 ] [ 62 ] [ 68 ] [ 69 ] [ 70 ] [ 71 ] [ 72 ] [ 73 ] [ 74 ] [ 75 ] [ 76 ] [ 77 ] |
| 4h PM CDT(21h UTC)                                 | 5                    | 8                     | Áp thấp nhiệt đới 12E ở vị trí 14,6 độ vĩ Bắc;105,8 độ kinh Tây hình thành từ một khu vực áp suất thấp;cách khoảng 320 dặm (515 km) về phía Tây Tây Nam của Manzanillo;Mexico.                                                                                               | [ 21 ] [ 31 ] [ 33 ] [ 38 ] [ 41 ] [ 42 ] [ 48 ] [ 51 ] [ 52 ] [ 55 ] [ 56 ] [ 59 ] [ 60 ] [ 62 ] [ 68 ] [ 69 ] [ 70 ] [ 71 ] [ 72 ] [ 73 ] [ 74 ] [ 75 ] [ 76 ] [ 77 ] |
| 3h UTC(9h PM MDT)                                  | 6                    | 8                     | Áp thấp nhiệt đới 12E ở vị trí 14,9 độ vĩ Bắc;106,2 độ kinh Tây mạnh lên thành bão với tên John;cách khoảng 310 dặm (500 km) về phía Nam Tây Nam của Manzanilio;Mexico. | [ 21 ] [ 31 ] [ 33 ] [ 38 ] [ 41 ] [ 42 ] [ 48 ] [ 51 ] [ 52 ] [ 55 ] [ 56 ] [ 59 ] [ 60 ] [ 62 ] [ 68 ] [ 69 ] [ 70 ] [ 71 ] [ 72 ] [ 73 ] [ 74 ] [ 75 ] [ 76 ] [ 77 ] |
| 9h UTC (11h PM HST)                                | 6                    | 8                     | Bão Hector ở vị trí 14,9 độ vĩ Bắc;140,6 độ kinh Tây di chuyển sang lưu vực Trung Tâm Thái Bình Dương với cường độ 120 kts (cấp 4) và áp suất trung tâm là 947 hPa;cách khoảng 1010 dặm (1625 km) về phía Đông Đông Nam của Hilo;Hawaii.                                     | [ 21 ] [ 31 ] [ 33 ] [ 38 ] [ 41 ] [ 42 ] [ 48 ] [ 51 ] [ 52 ] [ 55 ] [ 56 ] [ 59 ] [ 60 ] [ 62 ] [ 68 ] [ 69 ] [ 70 ] [ 71 ] [ 72 ] [ 73 ] [ 74 ] [ 75 ] [ 76 ] [ 77 ] |
| 21h UTC(3h PM MDT;11h AM HST)                      | 6                    | 8                     | Bão John ở vi trí 16 độ Bắc;108 độ kinh Tây mạnh lên thành bão cấp 1;cách khoảng 490 dặm(790 km) về phía Nam Tây Nam của mũi phía nam bán đảo Baja California. | [ 21 ] [ 31 ] [ 33 ] [ 38 ] [ 41 ] [ 42 ] [ 48 ] [ 51 ] [ 52 ] [ 55 ] [ 56 ] [ 59 ] [ 60 ] [ 62 ] [ 68 ] [ 69 ] [ 70 ] [ 71 ] [ 72 ] [ 73 ] [ 74 ] [ 75 ] [ 76 ] [ 77 ] |
| 21h UTC(3h PM MDT;11h AM HST)                      | 6                    | 8                     | Bão Hector ở vị trí 15,2 độ vĩ Bắc;143,1 độ kinh Tây đạt tới cường độ mạnh nhất với sức gió 135 kts (250 km/h) cùng với áp suất trung tâm tối thiểu là 936 mb;cách khoảng 850 dặm (1365 km) về phía Đông Đông Nam của Hilo;Hawaii.                                           | [ 21 ] [ 31 ] [ 33 ] [ 38 ] [ 41 ] [ 42 ] [ 48 ] [ 51 ] [ 52 ] [ 55 ] [ 56 ] [ 59 ] [ 60 ] [ 62 ] [ 68 ] [ 69 ] [ 70 ] [ 71 ] [ 72 ] [ 73 ] [ 74 ] [ 75 ] [ 76 ] [ 77 ] |
| 5h UTC (10h PM PDT)                                | 7                    | 8                     | Áp thấp nhiệt đới 13E ở vị trí 14,5 độ vĩ Bắc;124,3 độ kinh Tây hình thành từ một khu vực áp suất thấp;cách khoảng 1105 dặm (1780 km) về phía Tây Tây Nam của mũi phía nam bán đào Baja California.                                                                          | [ 21 ] [ 31 ] [ 33 ] [ 38 ] [ 41 ] [ 42 ] [ 48 ] [ 51 ] [ 52 ] [ 55 ] [ 56 ] [ 59 ] [ 60 ] [ 62 ] [ 68 ] [ 69 ] [ 70 ] [ 71 ] [ 72 ] [ 73 ] [ 74 ] [ 75 ] [ 76 ] [ 77 ] |
| 9h UTC (11h PM HST;2h PM PDT)                      | 7                    | 8                     | Bão Hector ở vị trí 16,5 độ vĩ Bắc;152,2 độ kinh Tây suy yếu thành bão cấp 3;cách khoảng 290 dặm (470 km) về phía Tây Nam của Hilo;Hawaii. | [ 21 ] [ 31 ] [ 33 ] [ 38 ] [ 41 ] [ 42 ] [ 48 ] [ 51 ] [ 52 ] [ 55 ] [ 56 ] [ 59 ] [ 60 ] [ 62 ] [ 68 ] [ 69 ] [ 70 ] [ 71 ] [ 72 ] [ 73 ] [ 74 ] [ 75 ] [ 76 ] [ 77 ] |
| 9h UTC (11h PM HST;2h PM PDT)                      | 7                    | 8                     | Áp thấp nhiệt đới 13E ở vị trí 14,3 độ vĩ Bắc;125,1 độ kinh Tây mạnh lên thành bão với tên quốc tế là Kristy;cách khỏang 1155 dặm (1860 km) về phía Tây Tây Nam mũi phía nam bán đảo Baja California.                                                                        | [ 21 ] [ 31 ] [ 33 ] [ 38 ] [ 41 ] [ 42 ] [ 48 ] [ 51 ] [ 52 ] [ 55 ] [ 56 ] [ 59 ] [ 60 ] [ 62 ] [ 68 ] [ 69 ] [ 70 ] [ 71 ] [ 72 ] [ 73 ] [ 74 ] [ 75 ] [ 76 ] [ 77 ] |
| 15h UTC (9h AM MDT)                                | 7                    | 8                     | Bão John ở vị trí 17,9 độ vĩ Bắc;109,8 độ kinh Tây mạnh lên thành bão cấo 2;cách khoảng 320 dặm (510 km) về phía Tây Tây Nam của mũi phía nam bán đảo Baja California.Thời điểm này bão cũng đạt cường độ mạnh nhất với sức gió 165 km/h và áp suất trung tâm khoảng 969 mb. | [ 21 ] [ 31 ] [ 33 ] [ 38 ] [ 41 ] [ 42 ] [ 48 ] [ 51 ] [ 52 ] [ 55 ] [ 56 ] [ 59 ] [ 60 ] [ 62 ] [ 68 ] [ 69 ] [ 70 ] [ 71 ] [ 72 ] [ 73 ] [ 74 ] [ 75 ] [ 76 ] [ 77 ] |
| 15h UTC (9h AM MDT)                                | 7                    | 8                     | Bão John hấp thụ bão Ileana khi bão Ileana ở vị trí 20,5 độ vĩ Bắc;109 độ kinh Tây | [ 21 ] [ 31 ] [ 33 ] [ 38 ] [ 41 ] [ 42 ] [ 48 ] [ 51 ] [ 52 ] [ 55 ] [ 56 ] [ 59 ] [ 60 ] [ 62 ] [ 68 ] [ 69 ] [ 70 ] [ 71 ] [ 72 ] [ 73 ] [ 74 ] [ 75 ] [ 76 ] [ 77 ] |
| 15h UTC (9h AM MDT)                                | 8                    | 8                     | Bão John ở vị trí 20,7 độ vĩ Bắc;112,3 độ kinh Tây suy yếu thành bão cấp 1;cách khoảng 215 dặm (350 km) về phía Tây Nam mũi phía nam bán đảo Baja California. | [ 21 ] [ 31 ] [ 33 ] [ 38 ] [ 41 ] [ 42 ] [ 48 ] [ 51 ] [ 52 ] [ 55 ] [ 56 ] [ 59 ] [ 60 ] [ 62 ] [ 68 ] [ 69 ] [ 70 ] [ 71 ] [ 72 ] [ 73 ] [ 74 ] [ 75 ] [ 76 ] [ 77 ] |
| 9h UTC(2h AM PDT)                                  | 9                    | 8                     | Bão John ở vị trí 23,7 độ vĩ Bắc;115,9 độ kinh Tây suy yếu thành bão nhiệt đới;cách khoảng 385 dặm (620 km) về phía Tây mũi phia nam bán đảo Baja California. | [ 21 ] [ 31 ] [ 33 ] [ 38 ] [ 41 ] [ 42 ] [ 48 ] [ 51 ] [ 52 ] [ 55 ] [ 56 ] [ 59 ] [ 60 ] [ 62 ] [ 68 ] [ 69 ] [ 70 ] [ 71 ] [ 72 ] [ 73 ] [ 74 ] [ 75 ] [ 76 ] [ 77 ] |
| 9h UTC (11h PM HST 9 tháng 8)                      | 10                   | 8                     | Bão Hector ở vị trí 17,4 độ vĩ Bắc;164,4 độ kinh Tây mạnh trở lại thành bão cấp 4;cách khỏang 340 dặm (545 km) về phia Đông của đảo Johnston. | [ 21 ] [ 31 ] [ 33 ] [ 38 ] [ 41 ] [ 42 ] [ 48 ] [ 51 ] [ 52 ] [ 55 ] [ 56 ] [ 59 ] [ 60 ] [ 62 ] [ 68 ] [ 69 ] [ 70 ] [ 71 ] [ 72 ] [ 73 ] [ 74 ] [ 75 ] [ 76 ] [ 77 ] |
| 15h UTC (8h AM PDT)                                | 10                   | 8                     | Bão John ở vị trí 26,8 độ vĩ Bắc;121,1 độ kinh Tây suy thoái thành mức thấp;tàn sư hậu bão cách khoảng 475 dặm (760 km) về phía Nam Tây Nam của mũi phía Nam bán đảo Baja California.                                                                                        | [ 21 ] [ 31 ] [ 33 ] [ 38 ] [ 41 ] [ 42 ] [ 48 ] [ 51 ] [ 52 ] [ 55 ] [ 56 ] [ 59 ] [ 60 ] [ 62 ] [ 68 ] [ 69 ] [ 70 ] [ 71 ] [ 72 ] [ 73 ] [ 74 ] [ 75 ] [ 76 ] [ 77 ] |
| 21h UTC (2h PM PDT)                                | 10                   | 8                     | Bão Kristy ở vị trí 19,6 độ vĩ Bắc;129,9 độ kinh Tây đạt cường độ đỉnh cao với sức gió 60 kts (70 dặm/h) cùng với áp suất trung tâm là 991 mb;cách khoảng 1305 dặm (2100 km) về phía Tây mũi phía nam bán đảo Baja California.                                               | [ 21 ] [ 31 ] [ 33 ] [ 38 ] [ 41 ] [ 42 ] [ 48 ] [ 51 ] [ 52 ] [ 55 ] [ 56 ] [ 59 ] [ 60 ] [ 62 ] [ 68 ] [ 69 ] [ 70 ] [ 71 ] [ 72 ] [ 73 ] [ 74 ] [ 75 ] [ 76 ] [ 77 ] |
| 9h UTC (11h PM HST 10 tháng 6)                     | 11                   | 8                     | Bão Hector ở vị trí 18,7 độ vĩ Bắc;169,2 độ kinh Tây suy yếu thành bão cấp 3;cách khoảng 140 dặm (225 km) về phía Bắc của đảo Johnston. | [ 21 ] [ 31 ] [ 33 ] [ 38 ] [ 41 ] [ 42 ] [ 48 ] [ 51 ] [ 52 ] [ 55 ] [ 56 ] [ 59 ] [ 60 ] [ 62 ] [ 68 ] [ 69 ] [ 70 ] [ 71 ] [ 72 ] [ 73 ] [ 74 ] [ 75 ] [ 76 ] [ 77 ] |
| 15h UTC (8h AM PDT)                                | 11                   | 8                     | Bão Kristy ở vị trí 21,4 độ vĩ Bắc;131 độ kinh Tây suy thoái thành mức thấp;tàn dư sau bão cách khoảng 1350 dặm (2175 km) về phía Tây mũi phía nam bán đảo Baja California                                                                                                   | [ 21 ] [ 31 ] [ 33 ] [ 38 ] [ 41 ] [ 42 ] [ 48 ] [ 51 ] [ 52 ] [ 55 ] [ 56 ] [ 59 ] [ 60 ] [ 62 ] [ 68 ] [ 69 ] [ 70 ] [ 71 ] [ 72 ] [ 73 ] [ 74 ] [ 75 ] [ 76 ] [ 77 ] |
| 21h UTC (11h AM HST)                               | 11                   | 8                     | Bão Hector ở vị trí 20,1 độ vĩ Bắc;170,9 độ kinh Tây suy yếu thành bão cấp 2;cách khoảng 695 dặm (1115 km) về phía Đông Nam của đảo Midway. | [ 21 ] [ 31 ] [ 33 ] [ 38 ] [ 41 ] [ 42 ] [ 48 ] [ 51 ] [ 52 ] [ 55 ] [ 56 ] [ 59 ] [ 60 ] [ 62 ] [ 68 ] [ 69 ] [ 70 ] [ 71 ] [ 72 ] [ 73 ] [ 74 ] [ 75 ] [ 76 ] [ 77 ] |
| 9h UTC (11h PM HST 11 tháng 8)                     | 12                   | 8                     | Bão Hector ở vị trí 22,1 độ vĩ Bắc;172,9 độ kinh Tây suy yếu thành bão cấp 1;cách khoảng 505 dặm (815 km) về phía Đông Nam của đảo Midway. | [ 21 ] [ 31 ] [ 33 ] [ 38 ] [ 41 ] [ 42 ] [ 48 ] [ 51 ] [ 52 ] [ 55 ] [ 56 ] [ 59 ] [ 60 ] [ 62 ] [ 68 ] [ 69 ] [ 70 ] [ 71 ] [ 72 ] [ 73 ] [ 74 ] [ 75 ] [ 76 ] [ 77 ] |
| 3h UTC (5h PM PDT)                                 | 13                   | 8                     | Bão Hector ở vị trí 24,6 độ vĩ Bắc;177 độ kinh Tây suy yếu thành bão nhiệt đới;cách khoảng 250 dặm (400 km) về phía Nam của đảo Midway. | [ 21 ] [ 31 ] [ 33 ] [ 38 ] [ 41 ] [ 42 ] [ 48 ] [ 51 ] [ 52 ] [ 55 ] [ 56 ] [ 59 ] [ 60 ] [ 62 ] [ 68 ] [ 69 ] [ 70 ] [ 71 ] [ 72 ] [ 73 ] [ 74 ] [ 75 ] [ 76 ] [ 77 ] |
| 15h UTC (5h AM HST)                                | 13                   | 8                     | Bão Hector ở vị trí 25,3 độ vĩ Bắc;179,8 độ kinh Đông vượt đường đổi ngày quốc tế,đi vào khu vực Tây Bắc Thái Bình Dương với cường độ khoảng 50 dặm/h và áp suất trung tâm khoảng 1001 mb(như một cơn bão nhiệt đới).                                                        | [ 21 ] [ 31 ] [ 33 ] [ 38 ] [ 41 ] [ 42 ] [ 48 ] [ 51 ] [ 52 ] [ 55 ] [ 56 ] [ 59 ] [ 60 ] [ 62 ] [ 68 ] [ 69 ] [ 70 ] [ 71 ] [ 72 ] [ 73 ] [ 74 ] [ 75 ] [ 76 ] [ 77 ] |
| 3h UTC (8h PM PDT)                                 | 15                   | 8                     | Áp thấp nhiệt đới 14E ở vị trí 10,9 độ vĩ Bắc;121,2 độ kinh Tây hình thành từ một khu vực áp suất thấp;cách khoảng 1115 dặm (1795 km) về phía Tây Nam mũi phía Nam bán đảo Baja California.                                                                                  | [ 21 ] [ 31 ] [ 33 ] [ 38 ] [ 41 ] [ 42 ] [ 48 ] [ 51 ] [ 52 ] [ 55 ] [ 56 ] [ 59 ] [ 60 ] [ 62 ] [ 68 ] [ 69 ] [ 70 ] [ 71 ] [ 72 ] [ 73 ] [ 74 ] [ 75 ] [ 76 ] [ 77 ] |
| 15h UTC (8h AM PDT)                                | 15                   | 8                     | Áp thấp nhiệt đới 14E ở vị trí 10,7 độ Bắc;123,6 độ kinh Tây mạnh lên thành bão nhiệt đới với tên quốc tế là Lane;cách khoảng 1235 dặm (1990 km) về phía Tây Nam mũi phía nam bán đảo Baja California.                                                                       | [ 21 ] [ 31 ] [ 33 ] [ 38 ] [ 41 ] [ 42 ] [ 48 ] [ 51 ] [ 52 ] [ 55 ] [ 56 ] [ 59 ] [ 60 ] [ 62 ] [ 68 ] [ 69 ] [ 70 ] [ 71 ] [ 72 ] [ 73 ] [ 74 ] [ 75 ] [ 76 ] [ 77 ] |
| 3h UTC (8h PM PDT 16 tháng 8)                      | 17                   | 8                     | Bão nhiệt đới Lane ở vị trí 11,2 độ vĩ Bắc;129,8 độ kinh Tây mạnh lên thành bão cấp 1;cách khoảng 1540 dặm (2475 km) về phía Tây Tây Nam của mũi phía nam bán đảo Baja California.                                                                                           | [ 21 ] [ 31 ] [ 33 ] [ 38 ] [ 41 ] [ 42 ] [ 48 ] [ 51 ] [ 52 ] [ 55 ] [ 56 ] [ 59 ] [ 60 ] [ 62 ] [ 68 ] [ 69 ] [ 70 ] [ 71 ] [ 72 ] [ 73 ] [ 74 ] [ 75 ] [ 76 ] [ 77 ] |
| 15h UTC (8h AM PDT)                                | 17                   | 8                     | Bão Lane ở vị trí 11,2 độ vĩ Bắc;132,9 độ kinh Tây mạnh lên thành bão cấp 2;cách khoảng 1715 dặm (2760 km) về phía Tây Tây Nam mũi phía nam bán đảo Baja California. | [ 21 ] [ 31 ] [ 33 ] [ 38 ] [ 41 ] [ 42 ] [ 48 ] [ 51 ] [ 52 ] [ 55 ] [ 56 ] [ 59 ] [ 60 ] [ 62 ] [ 68 ] [ 69 ] [ 70 ] [ 71 ] [ 72 ] [ 73 ] [ 74 ] [ 75 ] [ 76 ] [ 77 ] |
| 3h UTC (8h PM PDT 17 tháng 8)                      | 18                   | 8                     | Bão Lane ở vị trí 11,8 độ vĩ Bắc;135,6 độ kinh Tây tăng cường thành bão cấp 3;cách khoảng 1405 dặm (2260 km) về phía Đông Đông Nam của Hilo;Hawaii | [ 21 ] [ 31 ] [ 33 ] [ 38 ] [ 41 ] [ 42 ] [ 48 ] [ 51 ] [ 52 ] [ 55 ] [ 56 ] [ 59 ] [ 60 ] [ 62 ] [ 68 ] [ 69 ] [ 70 ] [ 71 ] [ 72 ] [ 73 ] [ 74 ] [ 75 ] [ 76 ] [ 77 ] |
| 9h UTC (2h AM PDT)                                 | 18                   | 8                     | Bão Lane ở vị trí 12,1 độ vĩ Bắc;137 độ kinh Tây mạnh lên thành bão cấp 4;cách khoảng 1310 dặm (2110 km) về phía Đông Đông Nam của Hilo;Hawaii. | [ 21 ] [ 31 ] [ 33 ] [ 38 ] [ 41 ] [ 42 ] [ 48 ] [ 51 ] [ 52 ] [ 55 ] [ 56 ] [ 59 ] [ 60 ] [ 62 ] [ 68 ] [ 69 ] [ 70 ] [ 71 ] [ 72 ] [ 73 ] [ 74 ] [ 75 ] [ 76 ] [ 77 ] |
| 3h UTC (5h PM HST 18 tháng 8)                      | 19                   | 8                     | Bão Lane ở vị trí 12,8 độ vĩ Bắc;141 độ kinh Tây di chuyển sang Trung tâm Thái Bình Dương;cách khoảng 1050 dặm (1685 km) về phía Đông Đông Nam của Hilo;Hawaii. | [ 21 ] [ 31 ] [ 33 ] [ 38 ] [ 41 ] [ 42 ] [ 48 ] [ 51 ] [ 52 ] [ 55 ] [ 56 ] [ 59 ] [ 60 ] [ 62 ] [ 68 ] [ 69 ] [ 70 ] [ 71 ] [ 72 ] [ 73 ] [ 74 ] [ 75 ] [ 76 ] [ 77 ] |
| 9h UTC (11h PM HST)                                | 19                   | 8                     | Bão Lane ở vị trí 12,9 độ vĩ Bắc;142,3 độ kinh Tây suy yếu xuống còn loại 3;cách khoảng 970 dặm (1560 km) về phía Đông Đông Nam của Hilo;Hawaii. | [ 21 ] [ 31 ] [ 33 ] [ 38 ] [ 41 ] [ 42 ] [ 48 ] [ 51 ] [ 52 ] [ 55 ] [ 56 ] [ 59 ] [ 60 ] [ 62 ] [ 68 ] [ 69 ] [ 70 ] [ 71 ] [ 72 ] [ 73 ] [ 74 ] [ 75 ] [ 76 ] [ 77 ] |
| 21h UTC (12h AM HST)                               | 20                   | 8                     | Bão Lane ở vị trí 13,6 độ vĩ Bắc;149,1 độ kinh Tây mạnh trở lại thành bão cấp 4;cách khoảng 580 dặm (930 km) về phía Đông Nam của Hilo;Hawaii. | [ 21 ] [ 31 ] [ 33 ] [ 38 ] [ 41 ] [ 42 ] [ 48 ] [ 51 ] [ 52 ] [ 55 ] [ 56 ] [ 59 ] [ 60 ] [ 62 ] [ 68 ] [ 69 ] [ 70 ] [ 71 ] [ 72 ] [ 73 ] [ 74 ] [ 75 ] [ 76 ] [ 77 ] |
| 4h30' UTC (6h 30' HST 21 tháng 8)                  | 22                   | 8                     | Bão Lane ở vị trí 14,5 độ vĩ Bắc;154,0 độ kinh Tây mạnh lên thành bão cấp 5;cách khoảng 535 dặm (860 km)về phía Nam Đông Nam của Honolulu;Hawaii.Thời điểm này bão cũng đã đạt cường độ mạnh nhất                                                                            | [ 21 ] [ 31 ] [ 33 ] [ 38 ] [ 41 ] [ 42 ] [ 48 ] [ 51 ] [ 52 ] [ 55 ] [ 56 ] [ 59 ] [ 60 ] [ 62 ] [ 68 ] [ 69 ] [ 70 ] [ 71 ] [ 72 ] [ 73 ] [ 74 ] [ 75 ] [ 76 ] [ 77 ] |
| 15h UTC (5h AM HST)                                | 22                   | 8                     | Bão Lane ở vị trí 15,1 độ vĩ Bắc;155,3 độ kinh Tây suy yếu thành bão cấp 4;cách khoảng 315 dặm (505 km)về phía Nam của Kailua-Kona;Hawaii. | [ 21 ] [ 31 ] [ 33 ] [ 38 ] [ 41 ] [ 42 ] [ 48 ] [ 51 ] [ 52 ] [ 55 ] [ 56 ] [ 59 ] [ 60 ] [ 62 ] [ 68 ] [ 69 ] [ 70 ] [ 71 ] [ 72 ] [ 73 ] [ 74 ] [ 75 ] [ 76 ] [ 77 ] |
| 3h UTC (5H PM HST 23 tháng 8)                      | 24                   | 8                     | Bão Lane ở vị trí 17,8 độ Bắc;157,9 độ kinh Tây suy yếu thành bão cấp 3;cách khoảng 240 dặm (390 km) về phía Nam của Honolulu;Hawaii. | [ 21 ] [ 31 ] [ 33 ] [ 38 ] [ 41 ] [ 42 ] [ 48 ] [ 51 ] [ 52 ] [ 55 ] [ 56 ] [ 59 ] [ 60 ] [ 62 ] [ 68 ] [ 69 ] [ 70 ] [ 71 ] [ 72 ] [ 73 ] [ 74 ] [ 75 ] [ 76 ] [ 77 ] |
| 15h UTC (5h AM HST)                                | 24                   | 8                     | Bão Lane ở vị trí 18,7 độ vĩ Bắc;158 độ kinh Tây suy yếu thành bão cấp 2;cách khoảng 180 dặm (290 km) về phía Nam của Honloulu;Hawaii. | [ 21 ] [ 31 ] [ 33 ] [ 38 ] [ 41 ] [ 42 ] [ 48 ] [ 51 ] [ 52 ] [ 55 ] [ 56 ] [ 59 ] [ 60 ] [ 62 ] [ 68 ] [ 69 ] [ 70 ] [ 71 ] [ 72 ] [ 73 ] [ 74 ] [ 75 ] [ 76 ] [ 77 ] |
| 0h UTC (2h PM HST 24 tháng 8)                      | 25                   | 8                     | Bão Lane ở vị trí 19,6 độ vĩ Bắc;157,8 độ kinh Tây suy yếu thành bão cấp 1;cách khoảng 120 dặm(190 km) về phía Nam của Honolulu;Hawaii. | [ 21 ] [ 31 ] [ 33 ] [ 38 ] [ 41 ] [ 42 ] [ 48 ] [ 51 ] [ 52 ] [ 55 ] [ 56 ] [ 59 ] [ 60 ] [ 62 ] [ 68 ] [ 69 ] [ 70 ] [ 71 ] [ 72 ] [ 73 ] [ 74 ] [ 75 ] [ 76 ] [ 77 ] |
| 3h UTC (5h PM HST 24 tháng 8)                      | 25                   | 8                     | Bão Lane ở vị trí 19,2 độ vĩ Bắc;158,4 độ kinh Tây suy yếu thành bão nhiệt đới;cách khoảng 160 dặm (255 km) về phía Tây của Kailua-Kona;Hawaii. | [ 21 ] [ 31 ] [ 33 ] [ 38 ] [ 41 ] [ 42 ] [ 48 ] [ 51 ] [ 52 ] [ 55 ] [ 56 ] [ 59 ] [ 60 ] [ 62 ] [ 68 ] [ 69 ] [ 70 ] [ 71 ] [ 72 ] [ 73 ] [ 74 ] [ 75 ] [ 76 ] [ 77 ] |
| 9h UTC (2h AM MDT)                                 | 26                   | 8                     | Áp thấp nhiệt đới 15E ở vị trí 13,3 độ vĩ Bắc;124,1 độ kinh Tây hình thành;cách khoảng 1140 dặm (1840 km) về phía Tây Tây Nam của mũi phía Nam Baja California | [ 21 ] [ 31 ] [ 33 ] [ 38 ] [ 41 ] [ 42 ] [ 48 ] [ 51 ] [ 52 ] [ 55 ] [ 56 ] [ 59 ] [ 60 ] [ 62 ] [ 68 ] [ 69 ] [ 70 ] [ 71 ] [ 72 ] [ 73 ] [ 74 ] [ 75 ] [ 76 ] [ 77 ] |
| 15h UTC (5h AM HST;8h PM PDT)                      | 26                   | 8                     | Bão Lane ở vị trí 19,1 độ vĩ Bắc;162,2 độ kinh Tây suy yếu thành áp thấp nhiệt đới;cách khoảng 270 dặm (435 m) về phía Tây Nam của Lihue;Hawaii. | [ 21 ] [ 31 ] [ 33 ] [ 38 ] [ 41 ] [ 42 ] [ 48 ] [ 51 ] [ 52 ] [ 55 ] [ 56 ] [ 59 ] [ 60 ] [ 62 ] [ 68 ] [ 69 ] [ 70 ] [ 71 ] [ 72 ] [ 73 ] [ 74 ] [ 75 ] [ 76 ] [ 77 ] |
| 15h UTC (5h AM HST;8h PM PDT)                      | 26                   | 8                     | Áp thấp nhiệt đới 15E ở vị trí 13,2 độ vĩ Bắc;125,3 độ kinh Tây mạnh lên thành bão nhiệt đới với tên Miriam;cách khoảng 1210 dặm (1950 km) về phía Tây Tây Nam của mũi phía nam bán đảo Baja Califoria                                                                       | [ 21 ] [ 31 ] [ 33 ] [ 38 ] [ 41 ] [ 42 ] [ 48 ] [ 51 ] [ 52 ] [ 55 ] [ 56 ] [ 59 ] [ 60 ] [ 62 ] [ 68 ] [ 69 ] [ 70 ] [ 71 ] [ 72 ] [ 73 ] [ 74 ] [ 75 ] [ 76 ] [ 77 ] |
| 15h UTC(5h AM HST)                                 | 27                   | 8                     | Áp thấp nhiệt đới Lane ở vị trí 18,9 độ vĩ Bắc;165,5 độ kinh Tây mạnh trở lại thành bão nhiệt đới;cách khoảng 520 dặm (835 km) về phía Tây Tây Nam của Honolulu;Hawaii. | [ 21 ] [ 31 ] [ 33 ] [ 38 ] [ 41 ] [ 42 ] [ 48 ] [ 51 ] [ 52 ] [ 55 ] [ 56 ] [ 59 ] [ 60 ] [ 62 ] [ 68 ] [ 69 ] [ 70 ] [ 71 ] [ 72 ] [ 73 ] [ 74 ] [ 75 ] [ 76 ] [ 77 ] |
| 3h UTC (5h PM HST 27 tháng 8)                      | 28                   | 8                     | Bão Lane ở vị trí 18,5 độ vĩ Bắc;166,6 độ kinh Tây suy yếu thành áp thấp nhiệt đới;cách khoảng 595 dặm (960 km) về phía Tây Tây Nam của Honolulu;Hawaii | [ 21 ] [ 31 ] [ 33 ] [ 38 ] [ 41 ] [ 42 ] [ 48 ] [ 51 ] [ 52 ] [ 55 ] [ 56 ] [ 59 ] [ 60 ] [ 62 ] [ 68 ] [ 69 ] [ 70 ] [ 71 ] [ 72 ] [ 73 ] [ 74 ] [ 75 ] [ 76 ] [ 77 ] |
| 15h UTC (9h AM MDT)                                | 28                   | 8                     | Áp thấp nhiệt đới 16E ở vị trí 17,1 độ vĩ Bắc;111,8 độ kinh Tây hình thành;cách khoảng 420 dặm (675 km) về phía Nam Tây Nam của mũi phía nam bán đảo Baja California | [ 21 ] [ 31 ] [ 33 ] [ 38 ] [ 41 ] [ 42 ] [ 48 ] [ 51 ] [ 52 ] [ 55 ] [ 56 ] [ 59 ] [ 60 ] [ 62 ] [ 68 ] [ 69 ] [ 70 ] [ 71 ] [ 72 ] [ 73 ] [ 74 ] [ 75 ] [ 76 ] [ 77 ] |
| 3h UTC (5h AM HST 28 tháng 8;9h PM MDT 28 tháng 8) | 29                   | 8                     | Áp thấp nhiệt đới Lane ở vị trí 19,5 độ vĩ Bắc;168,3 độ kinh Tây suy thoái thành mức thấp;tàn dư sau nó cách khoảng 575 dặm (930 km) về phía Tây Tây Nam của Barking Sands;Hawaii.                                                                                           | [ 21 ] [ 31 ] [ 33 ] [ 38 ] [ 41 ] [ 42 ] [ 48 ] [ 51 ] [ 52 ] [ 55 ] [ 56 ] [ 59 ] [ 60 ] [ 62 ] [ 68 ] [ 69 ] [ 70 ] [ 71 ] [ 72 ] [ 73 ] [ 74 ] [ 75 ] [ 76 ] [ 77 ] |
| 3h UTC (5h AM HST 28 tháng 8;9h PM MDT 28 tháng 8) | 29                   | 8                     | Áp thấp nhiệt đới 16E ở vị trí 17,5 độ vĩ Bắc;113,9 độ kinh Tây mạnh lên thành bão nhiệt đới với cái tên Norman;cách khoảng 455 dặm (730 km) về phía Tây Nam mũi phía Nam bán đảo Baja California.                                                                           | [ 21 ] [ 31 ] [ 33 ] [ 38 ] [ 41 ] [ 42 ] [ 48 ] [ 51 ] [ 52 ] [ 55 ] [ 56 ] [ 59 ] [ 60 ] [ 62 ] [ 68 ] [ 69 ] [ 70 ] [ 71 ] [ 72 ] [ 73 ] [ 74 ] [ 75 ] [ 76 ] [ 77 ] |
| 21h UTC (2h PM PDT)                                | 29                   | 8                     | Bão nhiệt đới Norman ở vị trí 17,6 độ vĩ Bắc;116,1 độ kinh Tây mạnh lên thành bão cấp 1;cách khoảng 545 dặm (875 km) về phía Tây Nam của mũi phía nam bán đảo Baja California.                                                                                               | [ 21 ] [ 31 ] [ 33 ] [ 38 ] [ 41 ] [ 42 ] [ 48 ] [ 51 ] [ 52 ] [ 55 ] [ 56 ] [ 59 ] [ 60 ] [ 62 ] [ 68 ] [ 69 ] [ 70 ] [ 71 ] [ 72 ] [ 73 ] [ 74 ] [ 75 ] [ 76 ] [ 77 ] |
| 21h UTC (2h PM PDT)                                | 29                   | 8                     | Bão nhiệt đới Miriam ở vị trí 14 độ vĩ Bắc;139,7 độ kinh Tây mạnh lên thành bão cấp 1;cách khoảng 1090 dặm (1755 km) về phía Đông Đông Nam của Hilo;Hawaii. | [ 21 ] [ 31 ] [ 33 ] [ 38 ] [ 41 ] [ 42 ] [ 48 ] [ 51 ] [ 52 ] [ 55 ] [ 56 ] [ 59 ] [ 60 ] [ 62 ] [ 68 ] [ 69 ] [ 70 ] [ 71 ] [ 72 ] [ 73 ] [ 74 ] [ 75 ] [ 76 ] [ 77 ] |
| 3h UTC (5h PM HST 29 tháng 8)                      | 30                   | 8                     | Bão Miriam ở vị trí 14,4 độ vĨ Bắc;140,6 độ kinh Tây đi vào khu vực theo dõi của CPHC;cách khoảng 1025 dặm (1650 km) về phía Đông Đông Nam của Hilo;Hawaii. | [ 21 ] [ 31 ] [ 33 ] [ 38 ] [ 41 ] [ 42 ] [ 48 ] [ 51 ] [ 52 ] [ 55 ] [ 56 ] [ 59 ] [ 60 ] [ 62 ] [ 68 ] [ 69 ] [ 70 ] [ 71 ] [ 72 ] [ 73 ] [ 74 ] [ 75 ] [ 76 ] [ 77 ] |
| 9h UTC (2h AM PDT)                                 | 30                   | 8                     | Bão Norman ở vị trí 17,8 độ vĩ Bắc;117,4 độ kinh Tây mạnh lên thành bão cấp 3;cách khoảng 600 dặm (965 km) về phía Tây Nam của mũi phía Nam bán đảo Baja California, | [ 21 ] [ 31 ] [ 33 ] [ 38 ] [ 41 ] [ 42 ] [ 48 ] [ 51 ] [ 52 ] [ 55 ] [ 56 ] [ 59 ] [ 60 ] [ 62 ] [ 68 ] [ 69 ] [ 70 ] [ 71 ] [ 72 ] [ 73 ] [ 74 ] [ 75 ] [ 76 ] [ 77 ] |
| 12h30' UTC (5h 30' PDT)                            | 30                   | 8                     | Bão Norman ở vị trí 17,8 độ vĩ Bắc;117,7 độ kinh Tây mạnh lên thành bão cấp 4;cách khoảng 615 dặm (990 km) về phía Tây Nam mũi phía nam bán đảo Baja California | [ 21 ] [ 31 ] [ 33 ] [ 38 ] [ 41 ] [ 42 ] [ 48 ] [ 51 ] [ 52 ] [ 55 ] [ 56 ] [ 59 ] [ 60 ] [ 62 ] [ 68 ] [ 69 ] [ 70 ] [ 71 ] [ 72 ] [ 73 ] [ 74 ] [ 75 ] [ 76 ] [ 77 ] |
| 15h UTC (8h AM PDT)                                | 30                   | 8                     | Bão Norman ở vị trí 17,8 độ vĩ Bắc;118 độ kinh Tây đạt cường độ đỉnh cao với sức gió 130 kts (240 km/h);cách khoảng 630 dặm (1015 km) về phía Tây Tây Nam mũi phía nam bán đảo Baja California.                                                                              | [ 21 ] [ 31 ] [ 33 ] [ 38 ] [ 41 ] [ 42 ] [ 48 ] [ 51 ] [ 52 ] [ 55 ] [ 56 ] [ 59 ] [ 60 ] [ 62 ] [ 68 ] [ 69 ] [ 70 ] [ 71 ] [ 72 ] [ 73 ] [ 74 ] [ 75 ] [ 76 ] [ 77 ] |
| 21h UTC (2h PM PDT;11h AM HST)                     | 31                   | 8                     | Bão Norman ở vị trí 16,5 độ vĩ Bắc;121,5 độ kinh Tây suy yếu thành bão cấp 3;cách khoảng 875 dặm (1405 km) về phía Tây Tây Nam của mũi phía nam bán đảo Baja California | [ 21 ] [ 31 ] [ 33 ] [ 38 ] [ 41 ] [ 42 ] [ 48 ] [ 51 ] [ 52 ] [ 55 ] [ 56 ] [ 59 ] [ 60 ] [ 62 ] [ 68 ] [ 69 ] [ 70 ] [ 71 ] [ 72 ] [ 73 ] [ 74 ] [ 75 ] [ 76 ] [ 77 ] |
| 21h UTC (2h PM PDT;11h AM HST)                     | 31                   | 8                     | Bão Miriam ở vị trí 19,2 độ vĩ Bắc;141,1 độ kinh Tây mạnh lên thành bão cấo 2 và đạt cường độ cực đại với áp suất trung tâm đạt 974 hPa(mb);cách khoảng 910 dặm (1470 km) về phía Đông của Hili;Hawaii.                                                                      | [ 21 ] [ 31 ] [ 33 ] [ 38 ] [ 41 ] [ 42 ] [ 48 ] [ 51 ] [ 52 ] [ 55 ] [ 56 ] [ 59 ] [ 60 ] [ 62 ] [ 68 ] [ 69 ] [ 70 ] [ 71 ] [ 72 ] [ 73 ] [ 74 ] [ 75 ] [ 76 ] [ 77 ] |
| 3h UTC (5h PM HST 31 tháng 8;9h PM PDT 31 tháng 8) | 1                    | 9                     | Bão Miriam ở vị trí 20,1 độ vĩ Bắc;141 độ kinh Tây suy yều thành bão cấp 1;cách khoảng 915 dặm (1475 km) về phía Đông của Hilo;Hawaii, | [ 21 ] [ 31 ] [ 33 ] [ 38 ] [ 41 ] [ 42 ] [ 48 ] [ 51 ] [ 52 ] [ 55 ] [ 56 ] [ 59 ] [ 60 ] [ 62 ] [ 68 ] [ 69 ] [ 70 ] [ 71 ] [ 72 ] [ 73 ] [ 74 ] [ 75 ] [ 76 ] [ 77 ] |
| 3h UTC (5h PM HST 31 tháng 8;9h PM PDT 31 tháng 8) | 1                    | 9                     | Áp thấp nhiệt đới 17E ở vị trí 14,3 độ vĩ Bắc;108,4 độ kinh Tây hình thành trên lưu vực phía Đông Bắc Thái Bình Dương;cách khoảng 425 dặm (680 km) về phía Tây Nam mũi phía nam bán đảo Baja California.                                                                     | [ 21 ] [ 31 ] [ 33 ] [ 38 ] [ 41 ] [ 42 ] [ 48 ] [ 51 ] [ 52 ] [ 55 ] [ 56 ] [ 59 ] [ 60 ] [ 62 ] [ 68 ] [ 69 ] [ 70 ] [ 71 ] [ 72 ] [ 73 ] [ 74 ] [ 75 ] [ 76 ] [ 77 ] |
| 9h UTC (2h AM PDT)                                 | 1                    | 9                     | Bão Norman ở vị trí 16,3 độ vĩ Bắc;123 độ kinh Tây suy yếu thành bão cấp 2;cách khoảng 965 dặm (1555 km) về phía Tây Tây Nam mũi phía nam bán đảo Baja California. | [ 21 ] [ 31 ] [ 33 ] [ 38 ] [ 41 ] [ 42 ] [ 48 ] [ 51 ] [ 52 ] [ 55 ] [ 56 ] [ 59 ] [ 60 ] [ 62 ] [ 68 ] [ 69 ] [ 70 ] [ 71 ] [ 72 ] [ 73 ] [ 74 ] [ 75 ] [ 76 ] [ 77 ] |
| 21h UTC (11h AM HST)                               | 1                    | 9                     | Bão Miriam ở vị trí 23,3 độ vĩ Bắc;141,5 độ kinh Tây suy yếu thành bão nhiệt đới;cách khoảng 910 dặm (1460 km) về phía Đông Đông Bắc của Hilo;Hawaii. | [ 21 ] [ 31 ] [ 33 ] [ 38 ] [ 41 ] [ 42 ] [ 48 ] [ 51 ] [ 52 ] [ 55 ] [ 56 ] [ 59 ] [ 60 ] [ 62 ] [ 68 ] [ 69 ] [ 70 ] [ 71 ] [ 72 ] [ 73 ] [ 74 ] [ 75 ] [ 76 ] [ 77 ] |
| 9h UTC (3h AM MDT)                                 | 2                    | 9                     | Áp thấp nhiệt đới 17E ở vị trí 16,0 độ vĩ Bắc;112,2 độ kinh Tây mạnh lên thành bão nhiệt đới với tên Olivia;cách khoảng 500 dặm về phía Tây Tây Nam của mũi phía nam bán đảo Baja California.                                                                                | [ 21 ] [ 31 ] [ 33 ] [ 38 ] [ 41 ] [ 42 ] [ 48 ] [ 51 ] [ 52 ] [ 55 ] [ 56 ] [ 59 ] [ 60 ] [ 62 ] [ 68 ] [ 69 ] [ 70 ] [ 71 ] [ 72 ] [ 73 ] [ 74 ] [ 75 ] [ 76 ] [ 77 ] |
| 15h UTC (8h AM PDT;5h AM HST)                      | 2                    | 9                     | Bão Norman ở vị trí 17,6 độ vĩ Bắc;129,1 độ kinh Tây mạnh trở lại thành bão cấp 4;cách khoảng 1295 dặm (2085 km) về phía Tây Tây Nam mũi phía nam bán đảo Baja California | [ 21 ] [ 31 ] [ 33 ] [ 38 ] [ 41 ] [ 42 ] [ 48 ] [ 51 ] [ 52 ] [ 55 ] [ 56 ] [ 59 ] [ 60 ] [ 62 ] [ 68 ] [ 69 ] [ 70 ] [ 71 ] [ 72 ] [ 73 ] [ 74 ] [ 75 ] [ 76 ] [ 77 ] |
| 15h UTC (8h AM PDT;5h AM HST)                      | 2                    | 9                     | Bão Miriam ở vị trí 26,1 đô vĩ Bắc;143,9 độ kinh Tây suy yếu thành áp thấp nhiệt đới; cách khoảng 840 dặm (1350 km) về phía Đông Bắc của Hilo;Hawaii. | [ 21 ] [ 31 ] [ 33 ] [ 38 ] [ 41 ] [ 42 ] [ 48 ] [ 51 ] [ 52 ] [ 55 ] [ 56 ] [ 59 ] [ 60 ] [ 62 ] [ 68 ] [ 69 ] [ 70 ] [ 71 ] [ 72 ] [ 73 ] [ 74 ] [ 75 ] [ 76 ] [ 77 ] |
| 21h UTC (11h AM HST)                               | 2                    | 9                     | Áp thấp nhiệt đới Miriam ở vị trí 26,4 độ vĩ Bắc;144, 6 độ kinh Tây suy thoái thành mức thấ;tàn sư sau bão cách khoảng 810 dặm (1305 km) về phía Đông Bắc của Hilo;Hawaii.                                                                                                   | [ 21 ] [ 31 ] [ 33 ] [ 38 ] [ 41 ] [ 42 ] [ 48 ] [ 51 ] [ 52 ] [ 55 ] [ 56 ] [ 59 ] [ 60 ] [ 62 ] [ 68 ] [ 69 ] [ 70 ] [ 71 ] [ 72 ] [ 73 ] [ 74 ] [ 75 ] [ 76 ] [ 77 ] |
| 9h UTC (2h AM PDT)                                 | 3                    | 9                     | Bão Norman ở vị trí 19,0 độ vĩ Bắc;134,6 độ kinh Tây suy yếu thành bão cấp 3;cách khoảng 1335 dặm (2150 km) về phía Đông của Hilo;Hawaii. | [ 21 ] [ 31 ] [ 33 ] [ 38 ] [ 41 ] [ 42 ] [ 48 ] [ 51 ] [ 52 ] [ 55 ] [ 56 ] [ 59 ] [ 60 ] [ 62 ] [ 68 ] [ 69 ] [ 70 ] [ 71 ] [ 72 ] [ 73 ] [ 74 ] [ 75 ] [ 76 ] [ 77 ] |
| 15h UTC (8h AM PDT)                                | 3                    | 9                     | Bão Norman ở vị trí 19,3 độ vĩ Bắc;136,6 độ kinh Tây suy yếu thành bão cấp 2;cách khoảng 1205 dặm (1935 km) về phía Đông của Hilo;Hawaii. | [ 21 ] [ 31 ] [ 33 ] [ 38 ] [ 41 ] [ 42 ] [ 48 ] [ 51 ] [ 52 ] [ 55 ] [ 56 ] [ 59 ] [ 60 ] [ 62 ] [ 68 ] [ 69 ] [ 70 ] [ 71 ] [ 72 ] [ 73 ] [ 74 ] [ 75 ] [ 76 ] [ 77 ] |
| 3h UTC (8h PM PDT 3 tháng 9)                       | 4                    | 9                     | Bão Norman ở vị trí 19,8 độ vĩ Bắc;140,2 độ kinh Tây suy yếu thành bão cấp 1 và di chuyển sang lưu vực Trung tâm Thái Bình Dương;cách khoảng 970 dặm (1560 km) về phía Đông của Hilo;Hawaii.                                                                                 | [ 21 ] [ 31 ] [ 33 ] [ 38 ] [ 41 ] [ 42 ] [ 48 ] [ 51 ] [ 52 ] [ 55 ] [ 56 ] [ 59 ] [ 60 ] [ 62 ] [ 68 ] [ 69 ] [ 70 ] [ 71 ] [ 72 ] [ 73 ] [ 74 ] [ 75 ] [ 76 ] [ 77 ] |
| 3h UTC (8h PM PDT 3 tháng 9)                       | 4                    | 9                     | Bão nhiệt đới Olivia ở vị trí 16,độ vĩ Bắc;116 độ kinh Tây mạnh lên thành bão cấp 1;cách khoảng 580 dặm (930 km) về phía Tây Nam của mũi phía nam bán đảo Bajja California                                                                                                   | [ 21 ] [ 31 ] [ 33 ] [ 38 ] [ 41 ] [ 42 ] [ 48 ] [ 51 ] [ 52 ] [ 55 ] [ 56 ] [ 59 ] [ 60 ] [ 62 ] [ 68 ] [ 69 ] [ 70 ] [ 71 ] [ 72 ] [ 73 ] [ 74 ] [ 75 ] [ 76 ] [ 77 ] |
| 15h UTC (8h AM PDT)                                | 4                    | 9                     | Bão Olivia ở vị trí 17 độ vĩ Bắc;118,2 độ kinh Tây mạnh lên thành bão cấp 2;cách khoảng 675 dặm (1085 km) về phía Tây Nam của mũi phía nam bán đảo Baja California. | [ 21 ] [ 31 ] [ 33 ] [ 38 ] [ 41 ] [ 42 ] [ 48 ] [ 51 ] [ 52 ] [ 55 ] [ 56 ] [ 59 ] [ 60 ] [ 62 ] [ 68 ] [ 69 ] [ 70 ] [ 71 ] [ 72 ] [ 73 ] [ 74 ] [ 75 ] [ 76 ] [ 77 ] |
| 21h UTC (2h PM PDT)                                | 4                    | 9                     | Bão Olivia ở vị trí 16,9 độ vĩ Bắc;119,2 độ kinh Tây mạnh lên thành bão cấp 3;cách khoảng 730 dặm (1180 km) về phía Tây Tây Nam của mũi phía nam bán đảo Baja California. | [ 21 ] [ 31 ] [ 33 ] [ 38 ] [ 41 ] [ 42 ] [ 48 ] [ 51 ] [ 52 ] [ 55 ] [ 56 ] [ 59 ] [ 60 ] [ 62 ] [ 68 ] [ 69 ] [ 70 ] [ 71 ] [ 72 ] [ 73 ] [ 74 ] [ 75 ] [ 76 ] [ 77 ] |
| 15h UTC (8h AM PDT;5h AM HST)                      | 5                    | 9                     | Bão Olivia ở vị trí 17,1 độ vĩ Bắc;122,3 độ kinh Tây suy yếu thành bão cấp 2;cách khoảng 900 dặm (1445 km) về phía Tây Tây Nam của mũi phía nam bán đảo Baja California | [ 21 ] [ 31 ] [ 33 ] [ 38 ] [ 41 ] [ 42 ] [ 48 ] [ 51 ] [ 52 ] [ 55 ] [ 56 ] [ 59 ] [ 60 ] [ 62 ] [ 68 ] [ 69 ] [ 70 ] [ 71 ] [ 72 ] [ 73 ] [ 74 ] [ 75 ] [ 76 ] [ 77 ] |
| 15h UTC (8h AM PDT;5h AM HST)                      | 5                    | 9                     | Bão Norman ở vị trí 19,5 độ vĩ Bắc;147,7 độ kinh Tây mạnh trở lại thành bão cấp 3;cách khoảng 480 dặm (775 km) về phía Đông của Hilo;Hawaii. | [ 21 ] [ 31 ] [ 33 ] [ 38 ] [ 41 ] [ 42 ] [ 48 ] [ 51 ] [ 52 ] [ 55 ] [ 56 ] [ 59 ] [ 60 ] [ 62 ] [ 68 ] [ 69 ] [ 70 ] [ 71 ] [ 72 ] [ 73 ] [ 74 ] [ 75 ] [ 76 ] [ 77 ] |
| 12h UTC (5h AM PDT)                                | 6                    | 9                     | Bão Olivia ở vị trí 18,2 độ vĩ Bắc;126,5 độ kinh Tây mạnh lên trở lại thành bão cấp 3;cách khoảng 1120 dặm (1805 km) về phía Tây Tây Nam của mũi phía nam bán đảo Baja California.                                                                                           | [ 21 ] [ 31 ] [ 33 ] [ 38 ] [ 41 ] [ 42 ] [ 48 ] [ 51 ] [ 52 ] [ 55 ] [ 56 ] [ 59 ] [ 60 ] [ 62 ] [ 68 ] [ 69 ] [ 70 ] [ 71 ] [ 72 ] [ 73 ] [ 74 ] [ 75 ] [ 76 ] [ 77 ] |
| 21h UTC (11h AM HST)                               | 6                    | 9                     | Bão Norman ở vị trí 21,4 độ vĩ Bắc;150,9 độ kinh Tây suy yếu trở lại thành bão cấp 2;cách khoảng 295 dặm (475 km) về phía Đông của Hilo;Hawaii. | [ 21 ] [ 31 ] [ 33 ] [ 38 ] [ 41 ] [ 42 ] [ 48 ] [ 51 ] [ 52 ] [ 55 ] [ 56 ] [ 59 ] [ 60 ] [ 62 ] [ 68 ] [ 69 ] [ 70 ] [ 71 ] [ 72 ] [ 73 ] [ 74 ] [ 75 ] [ 76 ] [ 77 ] |
| 3h UTC (8h PM PDT 6 tháng 8)                       | 7                    | 9                     | Bão Olivia ở vị trí 19,1 độ vĩ Bắc;129,7 độ kinh Tây mạnh lên thành bão cấp 4;cách khoảng 1300 dặm (2095 km) về phía Tây của mũi phía nam bán đảo Baja California. | [ 21 ] [ 31 ] [ 33 ] [ 38 ] [ 41 ] [ 42 ] [ 48 ] [ 51 ] [ 52 ] [ 55 ] [ 56 ] [ 59 ] [ 60 ] [ 62 ] [ 68 ] [ 69 ] [ 70 ] [ 71 ] [ 72 ] [ 73 ] [ 74 ] [ 75 ] [ 76 ] [ 77 ] |
| 9h UTC (2h AM PDT 7 tháng 9;11h PM HST -6 tháng 9) | 7                    | 9                     | Bão Olivia ở vị trí 19,6 độ vĩ Bắc;131,2 độ kinh Tây suy yếu trở lại thành bão cấp 3;cách khoảng 1555 dặm (2500 km) về phía Đông của Hilo;Hawaii. | [ 21 ] [ 31 ] [ 33 ] [ 38 ] [ 41 ] [ 42 ] [ 48 ] [ 51 ] [ 52 ] [ 55 ] [ 56 ] [ 59 ] [ 60 ] [ 62 ] [ 68 ] [ 69 ] [ 70 ] [ 71 ] [ 72 ] [ 73 ] [ 74 ] [ 75 ] [ 76 ] [ 77 ] |
| 9h UTC (2h AM PDT 7 tháng 9;11h PM HST -6 tháng 9) | 7                    | 9                     | Bão Norman ở vị trí 22,5 độ vĩ Bắc;151,7 độ kinh Tây suy yếu thành bão cấp 1;cách khoảng 290 dặm (470 km) về phía Đông Bắc của Hilo;Hawaii. | [ 21 ] [ 31 ] [ 33 ] [ 38 ] [ 41 ] [ 42 ] [ 48 ] [ 51 ] [ 52 ] [ 55 ] [ 56 ] [ 59 ] [ 60 ] [ 62 ] [ 68 ] [ 69 ] [ 70 ] [ 71 ] [ 72 ] [ 73 ] [ 74 ] [ 75 ] [ 76 ] [ 77 ] |
| 21h UTC (2h PM PDT)                                | 7                    | 9                     | Bão Olivia ở vị trí 20,5 độ vĩ Bắc;133,9 độ kinh Tây suy yếu thành bão cấp 2;cách khoảng 1375 dặm (2215 km) về phía Đông của Hilo;Hawaii. | [ 21 ] [ 31 ] [ 33 ] [ 38 ] [ 41 ] [ 42 ] [ 48 ] [ 51 ] [ 52 ] [ 55 ] [ 56 ] [ 59 ] [ 60 ] [ 62 ] [ 68 ] [ 69 ] [ 70 ] [ 71 ] [ 72 ] [ 73 ] [ 74 ] [ 75 ] [ 76 ] [ 77 ] |
| 9h UTC (2h AM PDT)                                 | 8                    | 9                     | Bão Olivia ở vị trí 21,2 độ vĩ Bắc;136,6 độ kinh Tây suy yếu thành bão cấp 1;cách khoảng 1200 dặm (1930 km) về phía Đông của Hilo;Hawaii. | [ 21 ] [ 31 ] [ 33 ] [ 38 ] [ 41 ] [ 42 ] [ 48 ] [ 51 ] [ 52 ] [ 55 ] [ 56 ] [ 59 ] [ 60 ] [ 62 ] [ 68 ] [ 69 ] [ 70 ] [ 71 ] [ 72 ] [ 73 ] [ 74 ] [ 75 ] [ 76 ] [ 77 ] |
| 15h UTC (8h AM PDT)                                | 8                    | 9                     | Áp thấp nhiệt đới 18E ở vị trí 16,1 độ vĩ Bắc;115,9 độ kinh Tây hình thành từ 1 vùng áp suất thấp;cách khoảng 610 dặm (980 km) về phía Tây Nam của mũi phía nam bán đảo Baja California.                                                                                     | [ 21 ] [ 31 ] [ 33 ] [ 38 ] [ 41 ] [ 42 ] [ 48 ] [ 51 ] [ 52 ] [ 55 ] [ 56 ] [ 59 ] [ 60 ] [ 62 ] [ 68 ] [ 69 ] [ 70 ] [ 71 ] [ 72 ] [ 73 ] [ 74 ] [ 75 ] [ 76 ] [ 77 ] |
| 21h UTC (11h AM HST)                               | 8                    | 9                     | Bão Norman ở vị trí 26,9 độ Bắc;154,6 độ kinh Tây đang nhanh chóng trở thành cơn xoáy thuận ngoại nhiệt đới (CPHC phát hành tư vấn cuối cùng về nó) | [ 21 ] [ 31 ] [ 33 ] [ 38 ] [ 41 ] [ 42 ] [ 48 ] [ 51 ] [ 52 ] [ 55 ] [ 56 ] [ 59 ] [ 60 ] [ 62 ] [ 68 ] [ 69 ] [ 70 ] [ 71 ] [ 72 ] [ 73 ] [ 74 ] [ 75 ] [ 76 ] [ 77 ] |
| 3h UTC (5h PM HST 8 tháng 9)                       | 9                    | 9                     | Bão Olivia ở vị trí 21,8 độ vĩ Bắc;140,8 độ kinh Tây di chuyển sang lưu vực phía Đông-khu vực chịu trách nhiệm bởi CPHC với sức gió 80 dặm/h và áp suất trung tâm tối thiểu là 985 mb (tương đương bão cấp 1);ccasckhoarng 935 dặm (1505 km) về phía Đông của Hilo;Hawaii.   | [ 21 ] [ 31 ] [ 33 ] [ 38 ] [ 41 ] [ 42 ] [ 48 ] [ 51 ] [ 52 ] [ 55 ] [ 56 ] [ 59 ] [ 60 ] [ 62 ] [ 68 ] [ 69 ] [ 70 ] [ 71 ] [ 72 ] [ 73 ] [ 74 ] [ 75 ] [ 76 ] [ 77 ] |
| 9h UTC (2h AM PDT)                                 | 9                    | 9                     | Áp thấp nhiệt đới 18E ở vị trí 17,1 độ vĩ Bắc;117,5 độ kinh Tây mạnh lên thành bão nhiệt đới với tên Paul;cách khoảng 635 dặm (1020 km) về phía Tây Nam mũi phía nam bán đảo Baja California                                                                                 | [ 21 ] [ 31 ] [ 33 ] [ 38 ] [ 41 ] [ 42 ] [ 48 ] [ 51 ] [ 52 ] [ 55 ] [ 56 ] [ 59 ] [ 60 ] [ 62 ] [ 68 ] [ 69 ] [ 70 ] [ 71 ] [ 72 ] [ 73 ] [ 74 ] [ 75 ] [ 76 ] [ 77 ] |
| 0h UTC (2h PM HST)                                 | 11                   | 9                     | Bão Olivia ở vị trí 21,9 độ vĩ Bắc;149,1 độ kinh Tây suy yếu thành bão nhiệt đới;cách khoảng 415 dặm (670 km) về phía Đông của Honolulu;Hawaii. | [ 21 ] [ 31 ] [ 33 ] [ 38 ] [ 41 ] [ 42 ] [ 48 ] [ 51 ] [ 52 ] [ 55 ] [ 56 ] [ 59 ] [ 60 ] [ 62 ] [ 68 ] [ 69 ] [ 70 ] [ 71 ] [ 72 ] [ 73 ] [ 74 ] [ 75 ] [ 76 ] [ 77 ] |
| 3h UTC (8h PM PDT 10 tháng 9)                      | 11                   | 9                     | Bão Paul ở vị trí 21,6 độ vĩ Bắc;122 độ kinh Tây suy yếu thành áp thấp nhiệt đới; cách khoảng 780 dặm (1250 km) về phía Tây mũi phía nam bán đảo Baja California | [ 21 ] [ 31 ] [ 33 ] [ 38 ] [ 41 ] [ 42 ] [ 48 ] [ 51 ] [ 52 ] [ 55 ] [ 56 ] [ 59 ] [ 60 ] [ 62 ] [ 68 ] [ 69 ] [ 70 ] [ 71 ] [ 72 ] [ 73 ] [ 74 ] [ 75 ] [ 76 ] [ 77 ] |
| 9h UTC (2h AM PDT)                                 | 12                   | 9                     | Áp thấp nhiệt đới Paul ở vị trí 22,3 độ vĩ Bắc;127,4 độ kinh Tây suy yếu thành mưc thấp;cách khoảng 1115 dặm (1795 km) về phía Tây mũi phía nam bán đảo Baja California | [ 21 ] [ 31 ] [ 33 ] [ 38 ] [ 41 ] [ 42 ] [ 48 ] [ 51 ] [ 52 ] [ 55 ] [ 56 ] [ 59 ] [ 60 ] [ 62 ] [ 68 ] [ 69 ] [ 70 ] [ 71 ] [ 72 ] [ 73 ] [ 74 ] [ 75 ] [ 76 ] [ 77 ] |
| 9h UTC (11h PM HST 12 tháng 9)                     | 13                   | 9                     | Bão Olivia ở vị trí 20,0 độ vĩ bắc;160,6 độ kinh Tây suy yếu thành áp thấp nhiệt đới;cách khoảng 160 dặm (255 km) về phía Tây Tây Nam của Lihue;Hawaii. | [ 21 ] [ 31 ] [ 33 ] [ 38 ] [ 41 ] [ 42 ] [ 48 ] [ 51 ] [ 52 ] [ 55 ] [ 56 ] [ 59 ] [ 60 ] [ 62 ] [ 68 ] [ 69 ] [ 70 ] [ 71 ] [ 72 ] [ 73 ] [ 74 ] [ 75 ] [ 76 ] [ 77 ] |
| 3h UTC (5h PM HST 13 tháng 9)                      | 14                   | 9                     | Bão Olivia ở vị trí 18,9 độ vĩ Bắc;164,2 độ kinh Tây suy yếu thành mức thấp;cách khoảng 380 dặm (610 km) về phía Đông Đông Bắc của đảo Johnston. | [ 21 ] [ 31 ] [ 33 ] [ 38 ] [ 41 ] [ 42 ] [ 48 ] [ 51 ] [ 52 ] [ 55 ] [ 56 ] [ 59 ] [ 60 ] [ 62 ] [ 68 ] [ 69 ] [ 70 ] [ 71 ] [ 72 ] [ 73 ] [ 74 ] [ 75 ] [ 76 ] [ 77 ] |
| 15h UTC (9h AM MDT)                                | 19                   | 9                     | Áp thấp nhiệt đới 19E ở vị trí 26,3 độ vĩ Bắc;110,9 độ kinh Tây hình thành từ 1 khu vực áp suất thấp;cách khoảng 35 dặm (60 km) về phía Đông Nam của Lorberto;Mexico | [ 21 ] [ 31 ] [ 33 ] [ 38 ] [ 41 ] [ 42 ] [ 48 ] [ 51 ] [ 52 ] [ 55 ] [ 56 ] [ 59 ] [ 60 ] [ 62 ] [ 68 ] [ 69 ] [ 70 ] [ 71 ] [ 72 ] [ 73 ] [ 74 ] [ 75 ] [ 76 ] [ 77 ] |
| 9h UTC (3h AM MDT)                                 | 20                   | 9                     | Áp thấp nhiệt đới 19E ở vị trí 28,1 độ vĩ Bắc;110 độ kinh Tây suy thoái thành mức thấp;tàn dư sau nó cách khoảng 55 dặm (90 km) về phía Đông của Guaymas;Mexico. | [ 21 ] [ 31 ] [ 33 ] [ 38 ] [ 41 ] [ 42 ] [ 48 ] [ 51 ] [ 52 ] [ 55 ] [ 56 ] [ 59 ] [ 60 ] [ 62 ] [ 68 ] [ 69 ] [ 70 ] [ 71 ] [ 72 ] [ 73 ] [ 74 ] [ 75 ] [ 76 ] [ 77 ] |
| 9h UTC (3h AM MDT)                                 | 25                   | 9                     | Áp thấp nhiệt đới 20E ở vị trí 14,5 độ vĩ Bắc;107,2 độ kinh Tây hình thành từ một khu vực áp suất thấp;cách khoảng 365 dặm (590 km) về phía Nam Tây Nam của Manzanillo;Mexico.                                                                                               | [ 21 ] [ 31 ] [ 33 ] [ 38 ] [ 41 ] [ 42 ] [ 48 ] [ 51 ] [ 52 ] [ 55 ] [ 56 ] [ 59 ] [ 60 ] [ 62 ] [ 68 ] [ 69 ] [ 70 ] [ 71 ] [ 72 ] [ 73 ] [ 74 ] [ 75 ] [ 76 ] [ 77 ] |
| 15h UTC (9h AM MDT)                                | 25                   | 9                     | Áp thấp nhiệt đới 20E ở vị trí 14,7 đô vĩ Bắc;108 độ kinh Tây mạnh lên thành bão nhiệt đới với tên quốc tế là Rosa;cách khoảng 385 dặm (620 km) về phía Tây Nam của Manzanillo;Mexico.                                                                                       | [ 21 ] [ 31 ] [ 33 ] [ 38 ] [ 41 ] [ 42 ] [ 48 ] [ 51 ] [ 52 ] [ 55 ] [ 56 ] [ 59 ] [ 60 ] [ 62 ] [ 68 ] [ 69 ] [ 70 ] [ 71 ] [ 72 ] [ 73 ] [ 74 ] [ 75 ] [ 76 ] [ 77 ] |
| 15h UTC (9h AM MDT)                                | 26                   | 9                     | Bão nhiệt đới Rosa ở vị trí 16,1 độ vĩ Bắc;111,4 độ kinh Tây mạnh lên thành bão cấp 1;cách khoảng 510 dặm (820 km) về phía Tây Tây Nam của Manzanillo;Mexico. | [ 21 ] [ 31 ] [ 33 ] [ 38 ] [ 41 ] [ 42 ] [ 48 ] [ 51 ] [ 52 ] [ 55 ] [ 56 ] [ 59 ] [ 60 ] [ 62 ] [ 68 ] [ 69 ] [ 70 ] [ 71 ] [ 72 ] [ 73 ] [ 74 ] [ 75 ] [ 76 ] [ 77 ] |
| 15h UTC (8h AM PDT)                                | 27                   | 9                     | Bão Rosa ở vị trí 17,2 độ vĩ Bắc;115,4 độ kinh Tây mạnh lên thành bão cấp 2;cách khoảng 530 dặm (855 km) về phía Tây Nam mũi phía nam bán đảo Baja California. | [ 21 ] [ 31 ] [ 33 ] [ 38 ] [ 41 ] [ 42 ] [ 48 ] [ 51 ] [ 52 ] [ 55 ] [ 56 ] [ 59 ] [ 60 ] [ 62 ] [ 68 ] [ 69 ] [ 70 ] [ 71 ] [ 72 ] [ 73 ] [ 74 ] [ 75 ] [ 76 ] [ 77 ] |
| 21h UTC (2h PM PDT)                                | 27                   | 9                     | Bão Rosa ở vị trí 16,9 độ vĩ Bắc;115,9 độ kinh Tây mạnh lên thành bão cấp 3;cách khoảng 570 dặm (915 km) về phía Tây Nam mũi phía nam bán đảo Baja California. | [ 21 ] [ 31 ] [ 33 ] [ 38 ] [ 41 ] [ 42 ] [ 48 ] [ 51 ] [ 52 ] [ 55 ] [ 56 ] [ 59 ] [ 60 ] [ 62 ] [ 68 ] [ 69 ] [ 70 ] [ 71 ] [ 72 ] [ 73 ] [ 74 ] [ 75 ] [ 76 ] [ 77 ] |
| 3h UTC (8h PM PDT 27 tháng 8)                      | 28                   | 9                     | Bão Rosa ở vị trí 16,9 độ vĩ Bắc;116,7 độ kinh Tây mạnh lên thành bão cấp 4 và đạt đỉnh với sức gió 125 kts và áp suất trung tâm là 940 mb;cách khoảng 605 dặm (975 km) về phía Tây Nam mũi phía nam bán đảo Baja California.                                                | |
| 21h UTC (2h PM PDT)                                | 28                   |                       | Bão Rosa ở vị trí 17,7 độ vĩ Bắc;117,8 độ kinh Tây suy yếu thành bão cấp 3;cách khoảng 625 dặm (1005 km) về phía Tây Nam mũi phía nam bán đảo Baja California. | |